# Église Saint-Sulpice de Montsoult
Pour les articles homonymes, voir Église Saint-Sulpice.
L'église Saint-Sulpice est une église catholique paroissiale située à Montsoult, en France. Elle succède à une église du XIIe ou du XIIIe siècle, qui a été presque entièrement reconstruite pendant la première moitié du XVIe siècle dans le style gothique flamboyant. Sa dédicace a été célébrée en 1543. C'est un édifice assez simple, qui se distingue par son plan inhabituel à double nef, ce qui en fait une église-halle. L'instabilité du terrain a motivé plusieurs reprises en sous oeuvre<<, et l'extérieur est sans grand caractère. La façade du XVIIIe siècle est influencée par le style classique, et devrait normalement être enduite. L'intérieur tient son caractère des huit voûtes d'ogives, dont certaines retombent sur des piliers agrémentés de frises sculptées. L'église a été inscrite au titre des monuments historiques par arrêté du 16 juin 1926. Des désordres de structure ont motivé une longue campagne de restauration entre 1967 et 1976. Pratiquement tout le mobilier ancien a été enlevé de l'église, et elle a été redécorée par la suite. Les fonts baptismaux, quatre statues et un tableau sont les seuls éléments antérieurs à la Révolution française maintenus en place. Aujourd'hui, l'église Saint-Sulpice est le principal lieu de culte d'un regroupement paroissial qui s'étend sur quatre communes. Les messes dominicales y sont célébrées la plupart des dimanches à 11 heures.

## Localisation

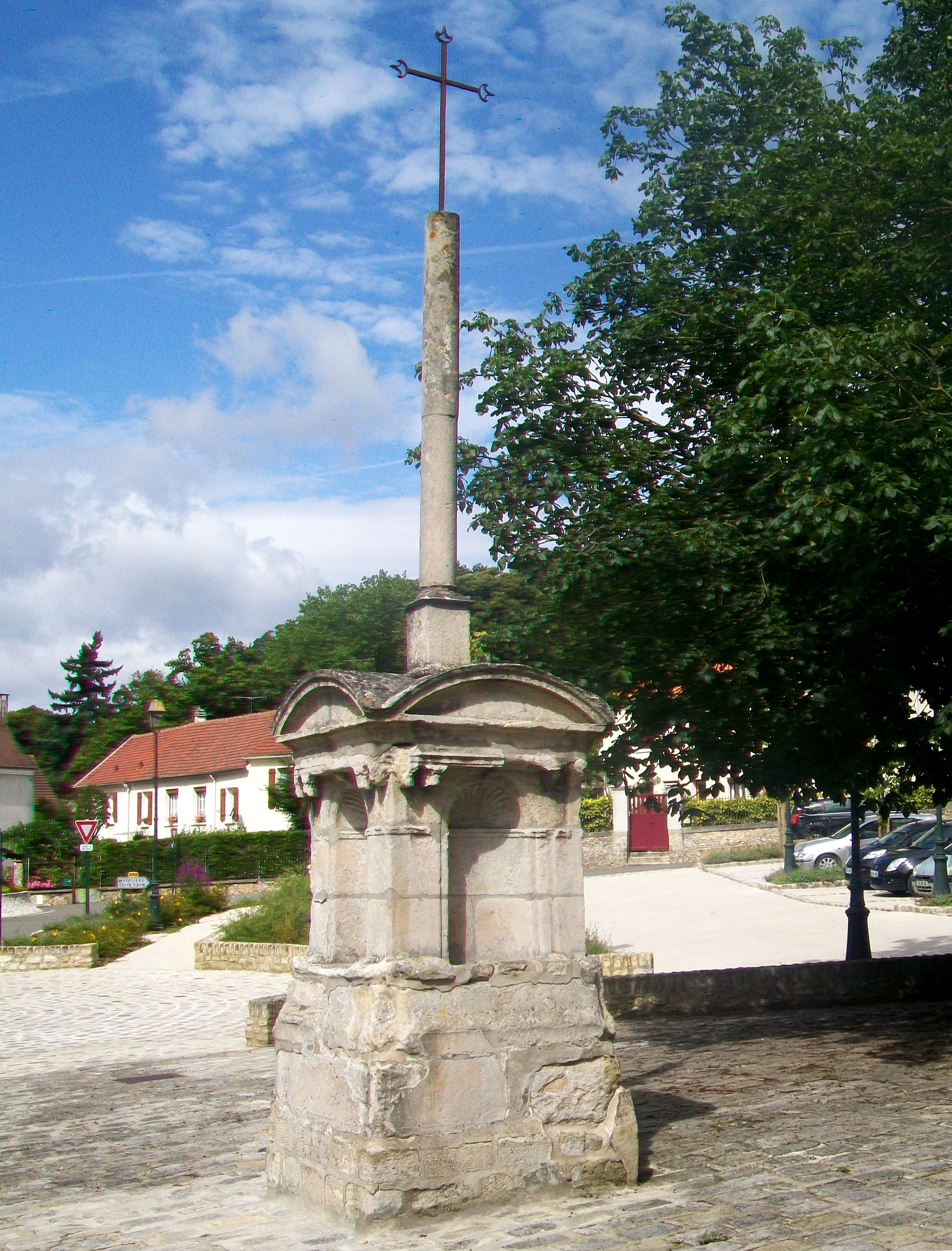
Ancienne croix de cimetière sur le parvis de l'église.

L'église est située en France, en région Île-de-France et dans le département français du Val-d'Oise, en pays de France, sur le versant oriental de la forêt de L'Isle-Adam, sur la commune de Montsoult, rue de la Mairie (RD 64), à l'altitude de +156 m. Ainsi l'église domine largement la plaine qui s'ouvre vers l'Est. Le sol est ici constitué de sables et d'alluvions, ce qui a occasionné des problèmes de stabilité pour l'édifice. L'élévation méridionale surplombe la rue, et est séparée de celle-ci par un mur de soutènement. L'égalité de niveau est atteint près du parvis devant la façade occidentale, où se trouve l'ancienne croix de cimetière de style Renaissance, qui a été inscrite au titre des monuments historiques par arrêté du 16 juin 1926. La croix elle-même est en fer forgé, et s'élève sur un haut et mince fût monolithique. C'est le socle qui est remarquable : il se présente comme un édicule sur plan carré, dont chaque face est surmontée d'un fronton en arc de cercle sur un entablement ébauché faisant encorbellement. Il prend appui sur deux paires de consoles, qui sont malheureusement très érodées. Une niche en plein cintre est ménagée dans chaque face. Leurs voûtes fuyantes prennent la forme de coquille Saint-Jacques. Un jardin public, accessible également depuis la rue Alphonse-Daudet (RD 64), se situe devant l'élévation septentrionale et le chevet. On peut rejoindre la rue de la Mairie grâce à un escalier, et faire ainsi le tour de l'église.

## Historique

### L'histoire de la paroisse

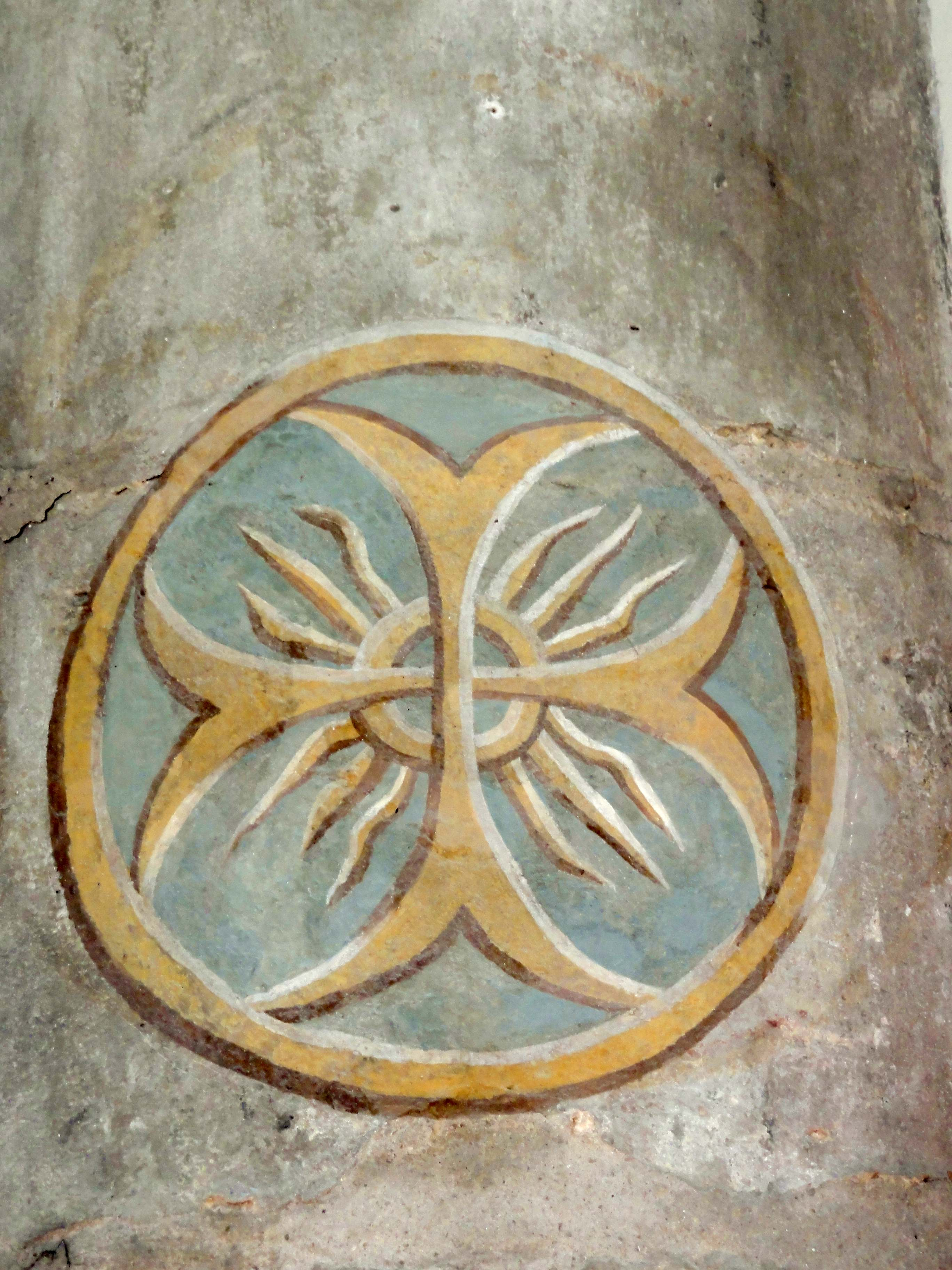
Croix de consécration sur un pilier (repeinte, contours tracés à la pointe sèche).

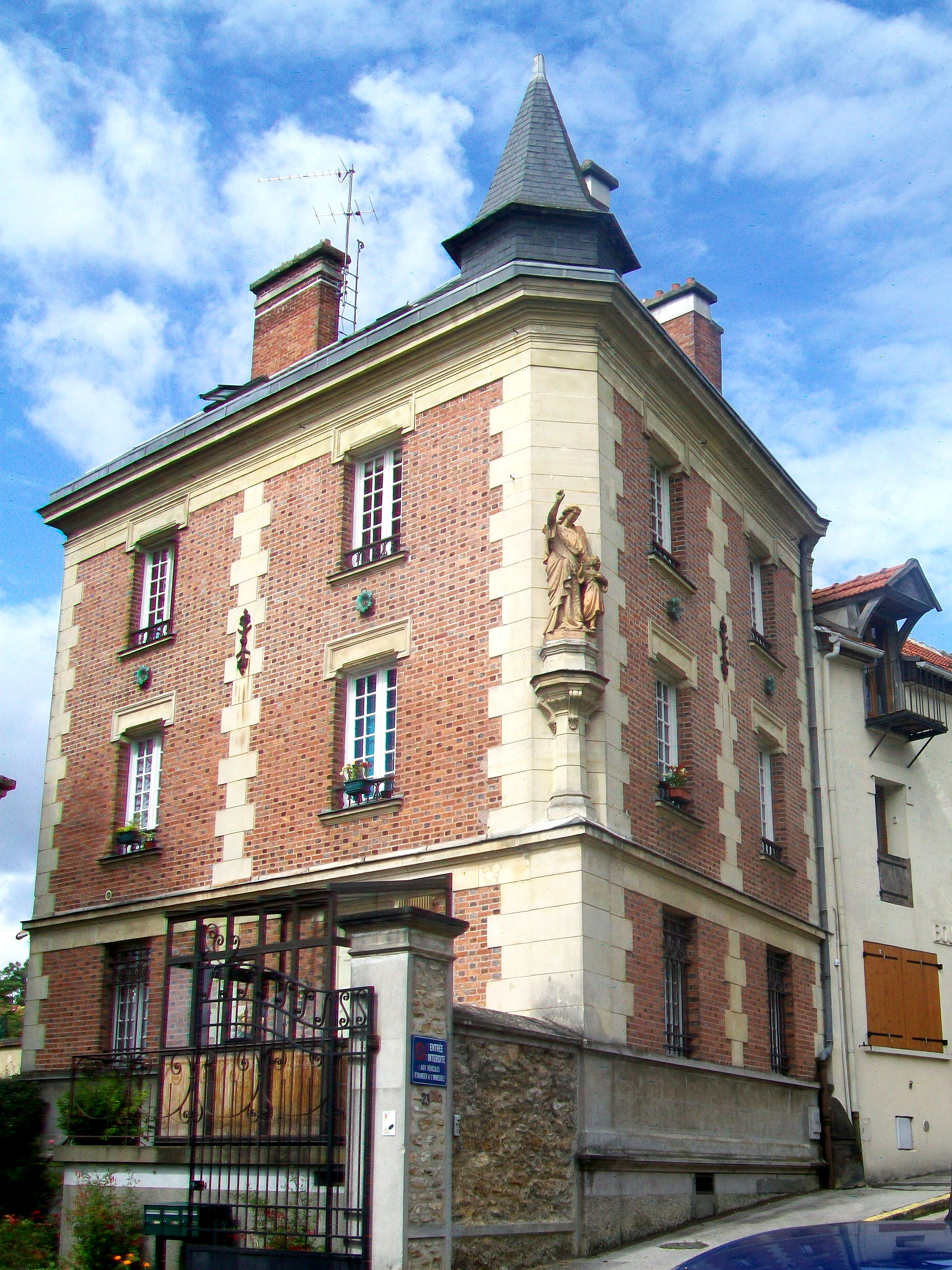
Maison de l'ange-gardien, ancien presbytère de 1920 à 1968.

Si Montsoult est mentionné dans des actes du XIIe siècle, on ne sait pas préciser à quelle époque remonte la fondation de la paroisse. Le plus ancien témoignage sur l'église était une pierre tombale, repérée au milieu du XVIIIe siècle à gauche du chœur par l'abbé Lebeuf : elle appartenait à Eudes de La Queue, seigneur du lieu, et datait de 1275. Elle a disparu de l'église depuis. Le premier patron de l'église est saint Sulpice de Bourges ; son second patron est saint Jean Évangéliste. Sous la Guerre de Cent Ans, l'église est peut-être incendiée. Elle bénéficie d'une reconstruction quasi totale, qui laisse subsister tout au plus la base du clocher médiévale. À la suite d'une requête formulée par le conseil de fabrique et les marguilliers, une nouvelle dédicace est célébrée le 23 août 1543 par Charles Boucher, évêque in partibus de Mégare (de), qui est mandaté à cet effet par Jean des Ursins, vicaire général. Sous l'Ancien Régime, la paroisse dépend du doyenné de Montmorency du diocèse de Paris. La cure est à la pleine collation de l'Ordinaire,.
Sous la Révolution française, en 1790, l'ensemble des paroisses du département de Seine-et-Oise sont regroupées dans le nouveau diocèse de Versailles, qui subsiste avec ces limites jusqu'en 1966. Pendant cette période tourmentée, un nouveau curé est encore installé le 9 mai 1792, avec la personne de Nicolas Grégoire Col, ancien religieux Dominicain de Gonesse. Ce doit être un « prêtre jureur », qui a prêté serment à la Constitution civile du clergé. Il n'est, à aucun moment, détenu pour suspicion contre la Révolution, et n'émigre pas à l'interdiction du culte en automne 1793. Les nombreux écussons sur les piliers et clés de voûte sont effacés. D'après Éliane et Jean-Pierre Beau, les armes du connétable Anne de Montmorency étaient représentées à plusieurs endroits dans l'église, donc sans doute aussi sur des clés de voûte. Le 4 février 1794, le curé remet à la mairie les clés de l'église et les vases sacrés, et déclare que, voulant concourir à l'établissement de l'ordre public, cesse tout exercice de son culte, aussi bien dans l'église que dans les maisons des habitants. Il se fait instituteur. Le 8 novembre 1795, Nicolas Col est nommé adjoint à la commune. La pratique du culte est de nouveau tolérée à ce moment, mais Montsoult n'a plus de curé. Cette situation ne change qu'avec la réunion de la commune de Montsoult à celle de Baillet-en-France par décret impérial du 31 mai 1805, puisque l'abbé Tétrel, nommé à la cure de Baillet en 1792 également, demeure toujours au presbytère de Baillet qu'il vient de racheter. Tétrel devient ainsi curé de Montsoult. Cependant, la réunion des deux communes n'est apparemment jamais exécutée dans les faits, et se heurte à l'opposition de Baillet, dont les habitants savent bien que Montsoult est surtout intéressé par le territoire étendu du village voisin, et par ses revenus fiscaux dépassant les siens pour un nombre d'habitants deux fois moindre. Le 16 mars 1809, l'évêque de Versailles, Mgr Louis Charrier de La Roche, annule la fusion des deux paroisses, mais ne trouve pas de curé pour Baillet.
Vers la fin du XIXe siècle, le presbytère (à l'emplacement de l'actuel groupe scolaire) est remplacé par un nouveau bâtiment, que la commune s'approprie en 1905 en vertu de l'application de la loi de séparation des Églises et de l'État. Le recul de pratique religieuse et du nombre de prêtres apporte, au XXe siècle, le regroupement des paroisses de Montsoult et Baillet. À compter de 1919, le service paroissial est confié aux pères Oratoriens, qui en 1920 installent leur noviciat dans la « villa Béthanie ». Les prêtres résident dans la « maison de l'Ange-gardien », rue de Pontoise. En 1946, le départ du dernier curé de Maffliers motive l'extension du secteur paroissial sur cette commune voisine et Nerville-la-Forêt. Selon Éliane et Jean-Pierre Beau, « la présence d'un groupe actif de jeunes séminaristes oratoriens permit une animation méthodique et continue, au bénéfice de la jeunesse environnante ». En 1966, le redécoupage des départements d'Île-de-France apporte la création du département du Val-d'Oise et l'érection du diocèse de Pontoise, dont la paroisse de Montsoult fait désormais partie. En 1968, les Oratoriens jugent les locaux trop peu fonctionnels, et quittent Montsoult. La « villa Béthanie » est rasée en 1974, et la chapelle détruite par un incendie cinq ans plus tard. Depuis le départ des Oratoriens, le regroupement paroissial de Montsoult, Maffliers, Baillet et Nerville dispose de nouveau d'un curé, et un presbytère est aménagé dans la salle paroissiale, 13 rue de Pontoise. Les curés nommés depuis 1968 sont l'abbé Harauchamps, l'abbé François Lecour et l'abbé Guibert. L'église Saint-Sulpice est le principal lieu de culte du regroupement paroissial, et les messes dominicales y sont célébrées la plupart des dimanches à 11 heures, sauf dans les rares cas que la messe principale a lieu à Maffliers.

### La restauration de l'église

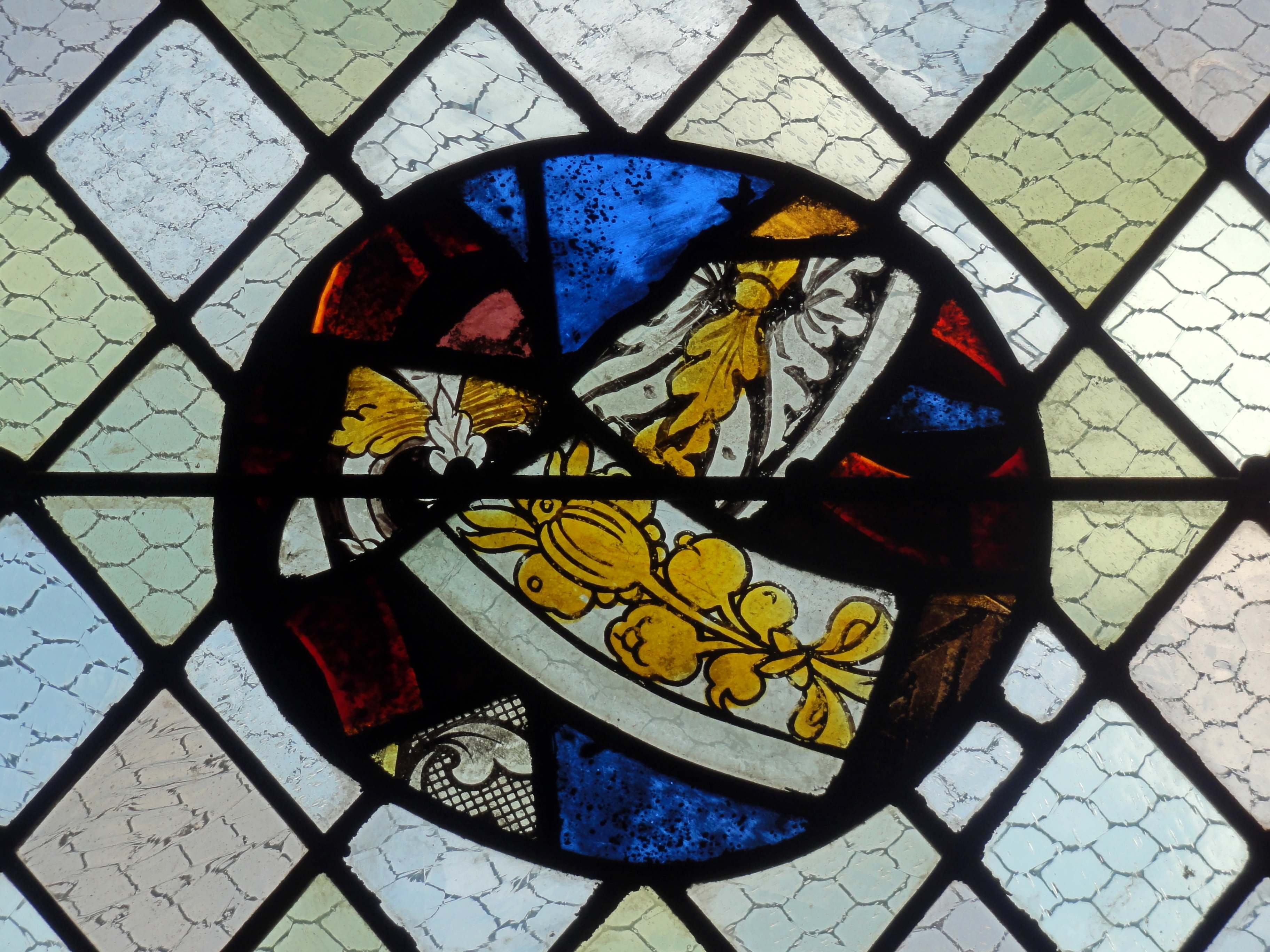
Fragments des vitraux du XVIe siècle.

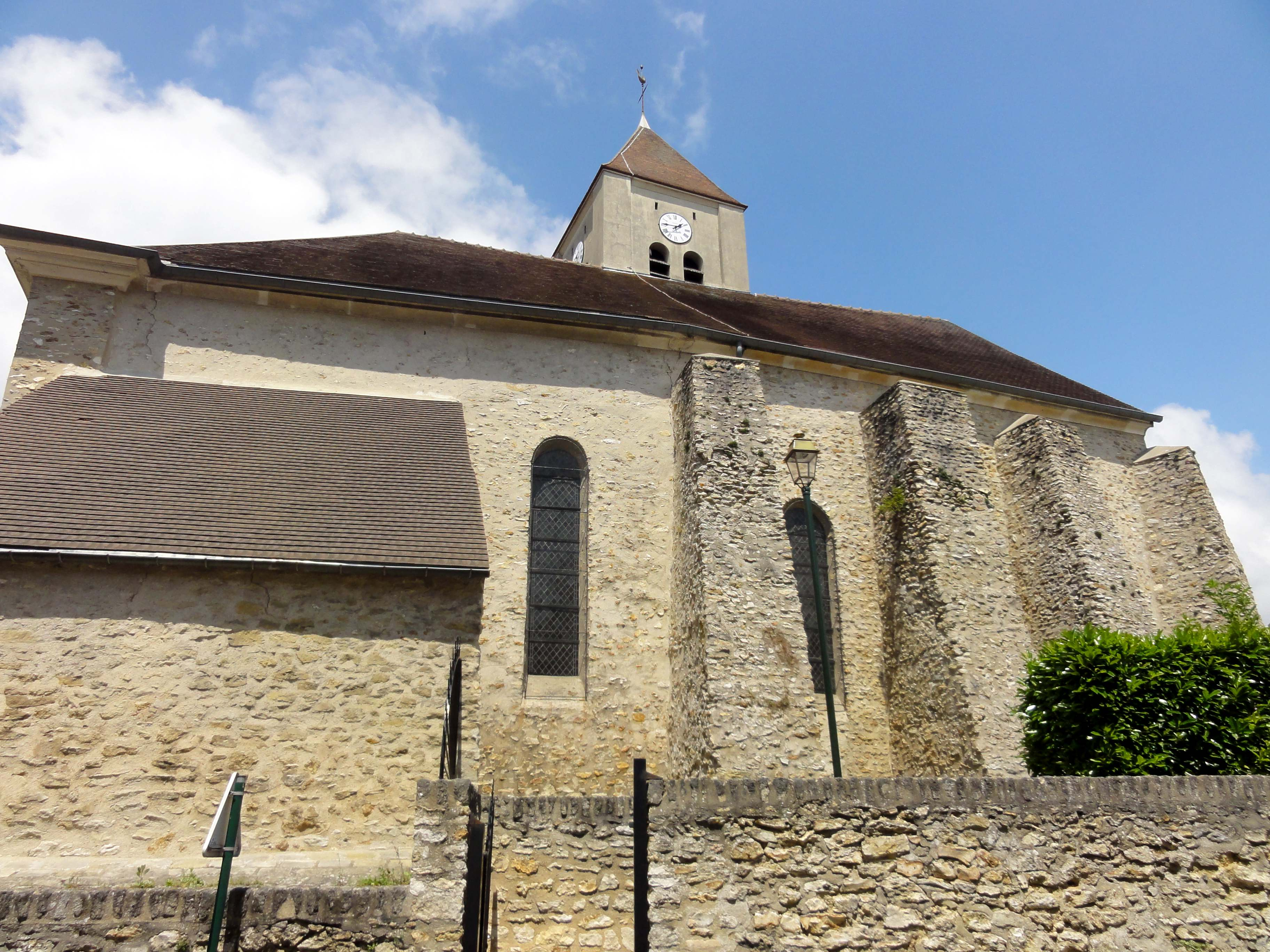
Façade Vue depuis le Sud.

L'église est inscrite au titre des monuments historiques par arrêté du 16 juin 1926. D'importants désordres de structures apparaissent au milieu du XXe siècle. En 1964, le chevet, mal fondé, menace ruine. À l'ouest, l'étroit parvis est bordé de maisons vétustes, partiellement vacantes, entourées de jardins clos de murs mal entretenus. En accord avec le service des Monuments historiques, le conseil municipal décide une restauration intégrale de l'église, et un réaménagement de ses abords. Le chantier est lancé en 1967, et s'avère compliqué. Après une étude détaillée, la reprise en sous-œuvre du chevet et son renforcement par un contremur ne paraissent pas faisables. Dans un premier temps, ses contreforts sont reconstruits. Dans un deuxième temps, les murs du chevet sont démolis et rebâtis sur des fondations en béton armé. Au-dessus des voûtes, le chevet et les murs gouttereaux sont reliés par un chaînage en béton armé. Le clocher, bâti en caillasse et plâtre, est hors d'aplomb des murs et piliers. Il écrase et déverse la première colonne des grandes arcades, dont le chapiteau est déjà éclaté. La solution retenue est de déconstruire le clocher, et de le reconstituer à l'identique avec des nouveaux matériaux, en ne conservant de l'ancien que le beffroi et la charpente, ainsi que les cloches. Enfin, le parvis est largement agrandi, et le grand jardin au nord de l'église, qui avait appartenu au diocèse jusqu'en 1905, est aménagé en jardin public.
Dans le détail, les modifications apportées à l'église sont nombreuses. La baie vitrée au chevet du vaisseau Nord est bouchée, sans laisser de traces, ce qui est étonnant puisque les restaurations apportent généralement une réouverture des baies bouchées. La chapelle baptismale au Nord de la seconde travée, qui était séparée du vaisseau Nord par une grille, est condamnée. La chaufferie est installée dans l'annexe au Nord de la troisième travée, au pied du clocher. L'intérieur est réaménagée d'une façon radicale. Pratiquement tout le mobilier est enlevé, en ne conservant que les fonts baptismaux, le grand tableau représentant la Résurrection du Christ, et les quatre statues d'une certaine valeur artistique. Les fonts baptismaux sont déplacés depuis la chapelle baptismale vers la première travée du collatéral. Bernard Raux dresse la liste du mobilier perdu, qui datait essentiellement des XVIIIe et XIXe siècles : les bancs et les prie-Dieu ; les tableaux du chemin de Croix ; le médaillon au-dessus du tableau de la Résurrection représentant deux anges musiciens ; la chaire à prêcher accrochée au mur méridional ; le lambris de semi-revêtement ; les deux poutres de gloire dont l'une supportait encore un Christ en croix ; deux lustres en cristal ; le maître-autel et son retable néoclassique datant probablement du XVIIIe siècle ; les tableaux du retable du vaisseau nord ; tous les vitraux du XIXe siècle. L'auteur conclut par cette réflexion : « Tous ces attributs relèvent aussi d’une histoire : celle d'une foi de femmes et d'hommes comme nos moines bâtisseurs au Moyen Âge : on peut aussi dire que notre église a repris son aspect originel presque cistercien, mais fallait-il en passer par là ? »,.

## Description

### Aperçu général

Plan schématique de l'église.

Orienté un peu irrégulièrement, avec une légère déviation de l'axe vers le Nord-Est du côté du chevet, l'édifice répond à un plan très simple. Il se compose de deux vaisseaux parallèles, qui comptent chacun quatre travées et se terminent par un chevet plat. Les deux vaisseaux sont voûtés d'ogives à la même hauteur, ce qui permet de parler d'une église-halle ou église à double nef. Parmi les rares exemples dans la région, l'on peut citer Fleurines et Genainville. Les deux vaisseaux sont couverts d'une toiture unique à deux rampants, avec une croupe du côté de la façade, et un pignon au chevet. L'église possède trois annexes, à savoir la sacristie au Sud de la première travée ; une ancienne chapelle condamnée au Nord de la seconde travée ; et l'ancienne école au Nord de la troisième travée, abandonnée pour insalubrité en 1845, et qui abrite l'installation de chauffage. Ces deux derniers annexes ne communiquent par aucune porte avec l'intérieur de l'église. L'on accède à l'église par l'une des deux portes de la façade. La petite porte du vaisseau Nord est protégée par un auvent, et c'est elle qui est habituellement utilisée. Le large portail du vaisseau Sud est rarement ouvert. La première travée des deux vaisseaux est subdivisée horizontalement en deux niveaux par une tribune, qui est aujourd'hui sans utilité, et réduit visuellement l'espace intérieur. La troisième travée du Nord est en même temps la base du clocher. Avant cette travée, le vaisseau Nord se rétrécit. Jusque là, les deux travées présentent la même largeur. On peut considérer cette limite, qui correspond au deuxième arc-doubleau transversal, comme limite entre nef et chœur. Du fait de l'exigüité de l'église, le chœur liturgique se limite aujourd'hui à la quatrième travée du vaisseau sud.

### Intérieur

#### Élévations latérales et voûtement

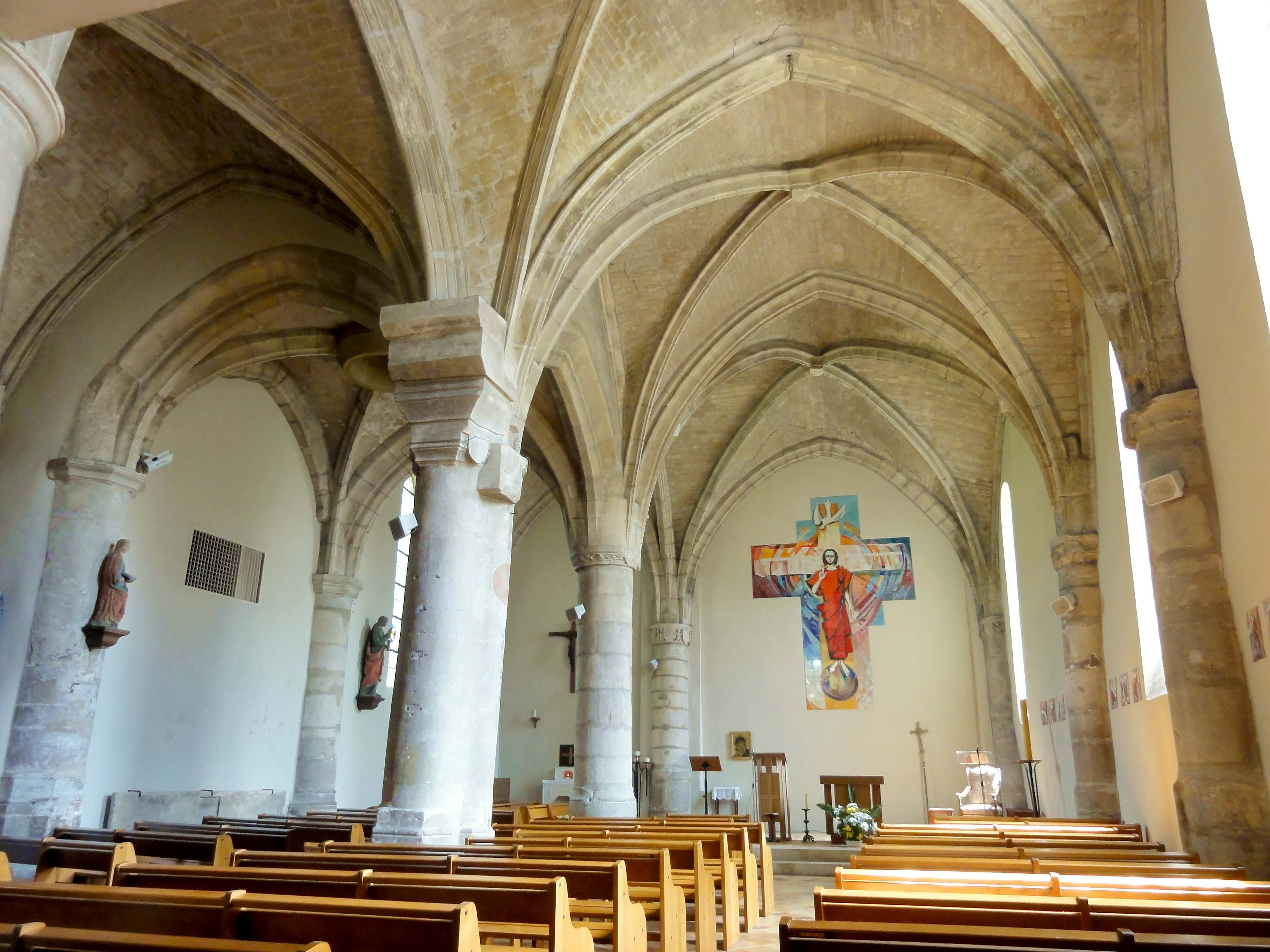
Vaisseau Sud, vue vers l'Est.

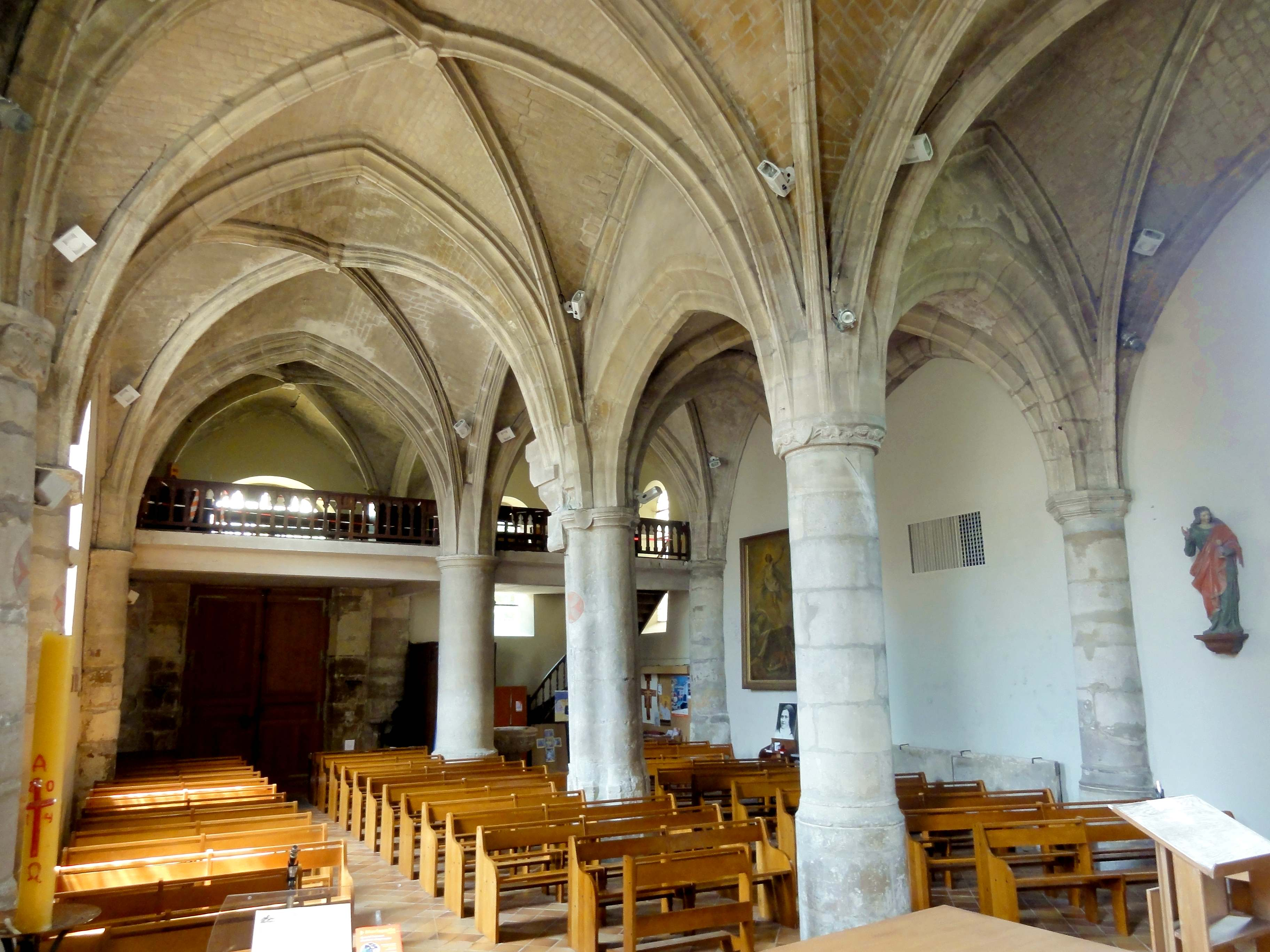
Vaisseau Sud, vue vers l'Ouest.

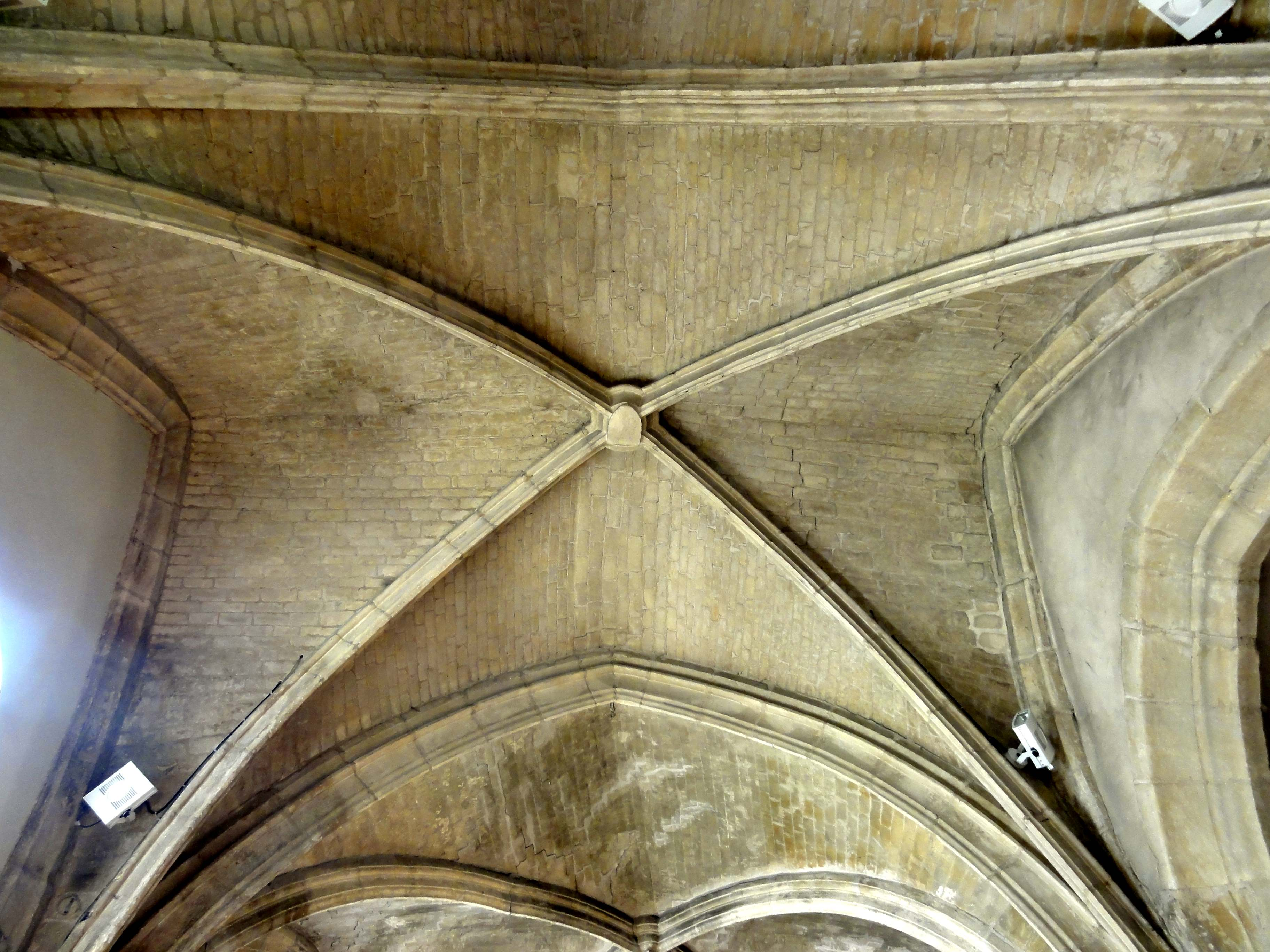
Vaisseau Sud, voûte de la 3e travée.

L'espace intérieur tient son caractère presque uniquement des voûtes et de leurs supports. Leur caractère authentique a été reconstitué et mis en valeur par la restauration, tandis que les murs latéraux sont recouverts d'un enduit tout à fait lisse et peints en blanc, ce qui les fait apparaître comme neufs. Ce n'est que partiellement le cas, en l'occurrence au niveau de l'arcade bouchée vers l'ancienne chapelle, et au niveau des baies bouchées du chevet. Les fenêtres sont aujourd'hui assez peu nombreuses. Les premières travées de chacun des deux vaisseaux réunissent trois fenêtres, deux à l'Ouest et une au Nord, mais leur efficacité pour l'éclairage se trouve réduit par la tribune. La lumière du jour entre donc principalement par les trois fenêtres du Sud, dans le mur méridional de la seconde, de la troisième, et de la dernière travée. Il n'y a pas de fenêtres en face au Nord, ni au chevet, ce qui n'a pas toujours été le cas. La baie au chevet du vaisseau Sud a dû être bouchée assez tôt pour le retable majeur ; celles de la dernière travée du Nord ont suivi lors de la restauration récente. Aucune fenêtre n'est pourvue d'un remplage. La baie au-dessus du portail principal du XVIIIe siècle est une demi-lune. Les autres sont des lancettes simples en plein cintre. Celles du chœur sont plus élevées que les autres. Le pourtour des fenêtres n'est pas mouluré ou autrement décoré.
Entre les deux vaisseaux, les doubleaux longitudinaux et les ogives retombent sur des piliers monocylindriques appareillés en tambour. Le long des murs, les piliers ont à moitié engagés dans les murs, et dans les quatre angles, l'on trouve des quarts-de-piliers. Un pilier forme exception : c'est le pilier Sud-Ouest du clocher, qui est ondulé. Les ondulations ou renflements proviennent de la stylisation des faisceaux de colonnettes à la période gothique rayonnante, et sont caractéristiques du style gothique flamboyant. Dans l'église de Méry-sur-Oise, l'emploi des piliers ondulés se limite également aux alentours de la base du clocher. Vers l'Ouest, le pilier ondulé supporte une console moulurée à multiples ressauts, qui est surmontée d'un tas de charge sans emploi. Vers le Sud, un bloc non sculpté fait saillie. Sur les autres faces, subsiste un tailloir mouluré d'un filet, d'un boudin et d'un cavet. Un écusson effacé s'y détache. Les supports au revers de la façade et au niveau du premier doubleau transversal se distinguent également des autres. Les fûts y sont plus épais, et se terminent par un tailloir mouluré d'un filet et d'une doucine. Ces supports sont susceptibles d'avoir été repris en sous-œuvre au moment de la construction de la façade actuelle, au XVIIIe siècle.
Les voûtes subsistent toutefois d'origine. Elles sont établies sur des croisées d'ogives simples, et se caractérisent par le profil prismatique aigu des nervures, qui est d'usage à la période flamboyante, et par des nervures se fondant dans les piliers, ce qui n'empêche pas l'existence de chapiteaux ou plutôt frises dans le chœur (voir ci-dessous). Les voûtes adoptent généralement un tracé en tiers-point assez aigu, sauf dans la base du clocher, ce qui a pour conséquence que des portions de mur y sont visibles au-dessus des doubleaux mitoyens. La voûte de la base du clocher est aussi en arc brisé, et percée d'un trou de cloches en son milieu, ce qui est une disposition introduite après la guerre de Cent Ans. Puisque le style est également flamboyant, les incohérences par rapport aux autres travées peuvent seulement s'expliquer par une reconstruction anticipée, dès la fin du XVe siècle ou au début du XVIe siècle. Elle se traduit également par les restes d'une base prismatique complexe, d'un modèle répandu à l'apogée de l'architecture flamboyante. Les éléments subsistant du XIIIe siècle supposés par Mathieu Lours ne sont pas visibles ; il devrait s'agir du mur septentrional ou des noyaux des piliers. Dans toutes les travées sauf sous le clocher, les clés de voûte arborent un écusson vierge, sans aucune sorte de décor pour l'accompagner. Ceci pourrait traduire une grande homogénéité de l'édifice. Elle est seulement relativisée par l'existence de tailloirs polygonaux au Nord du premier et du second doubleau transversal, alors que les frises règnent ailleurs. Les bases y sont également octogonales, et se présentent comme des simples plinthes moulurées. C'est aussi le cas du dernier pilier libre, qui porte toutefois une frise. Les autres bases sont rondes, et adoptent également la forme de plinthes moulurés. Elles reposent sur des socles cylindriques.

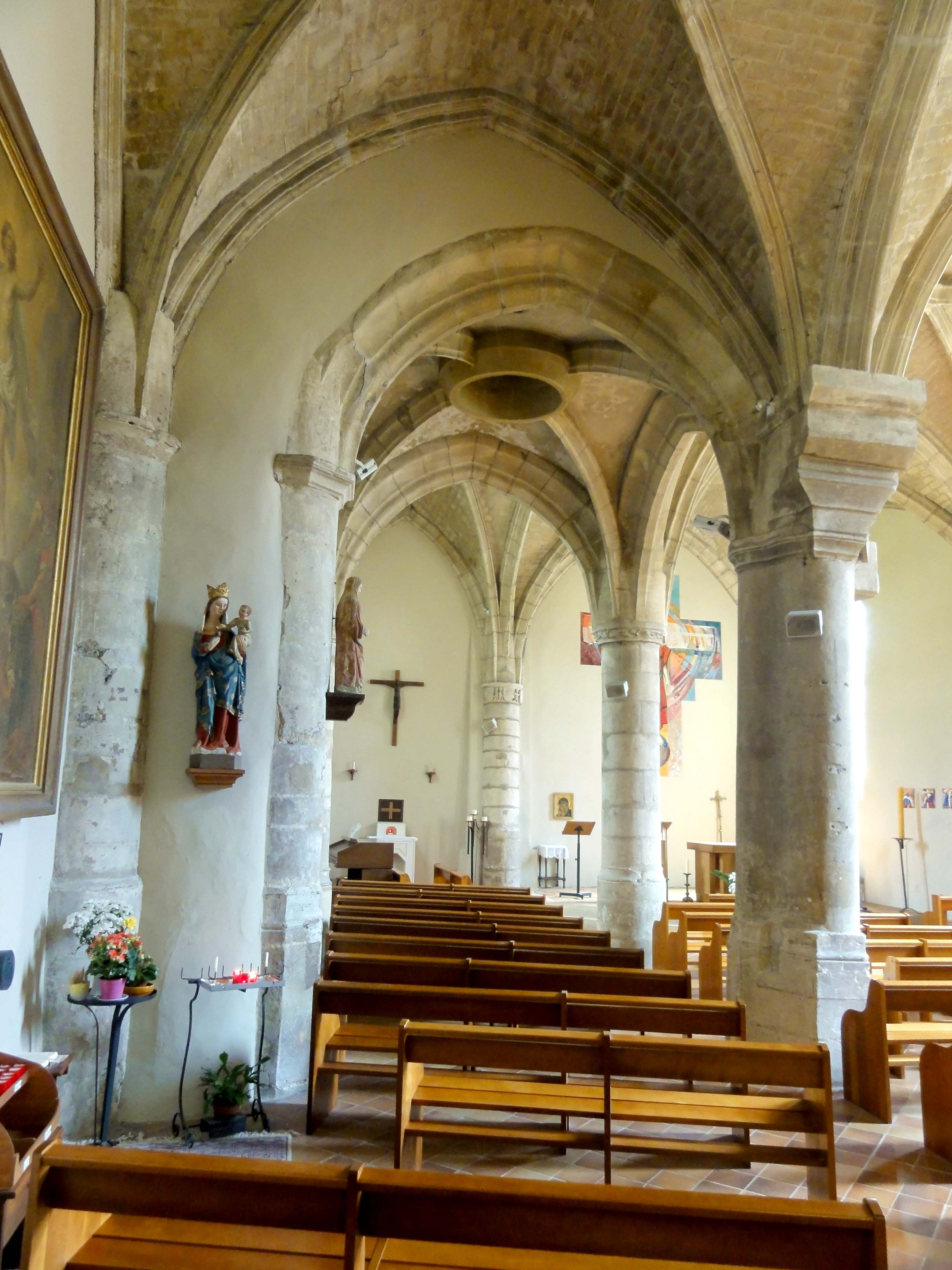
Vaisseau Nord, 1re travée, vue vers l'Est.
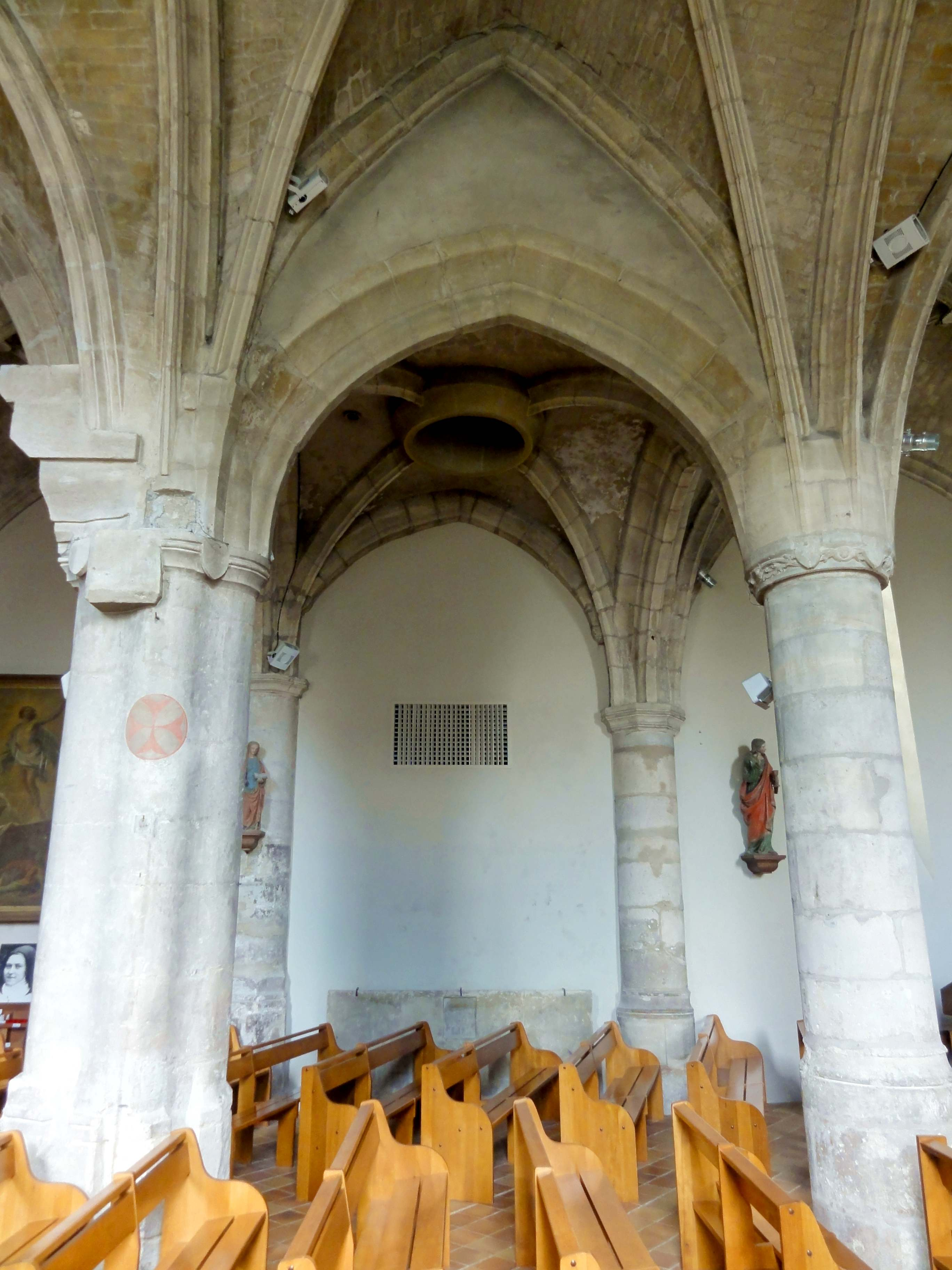
Vaisseau Sud, 3re travée, vue vers le Nord.
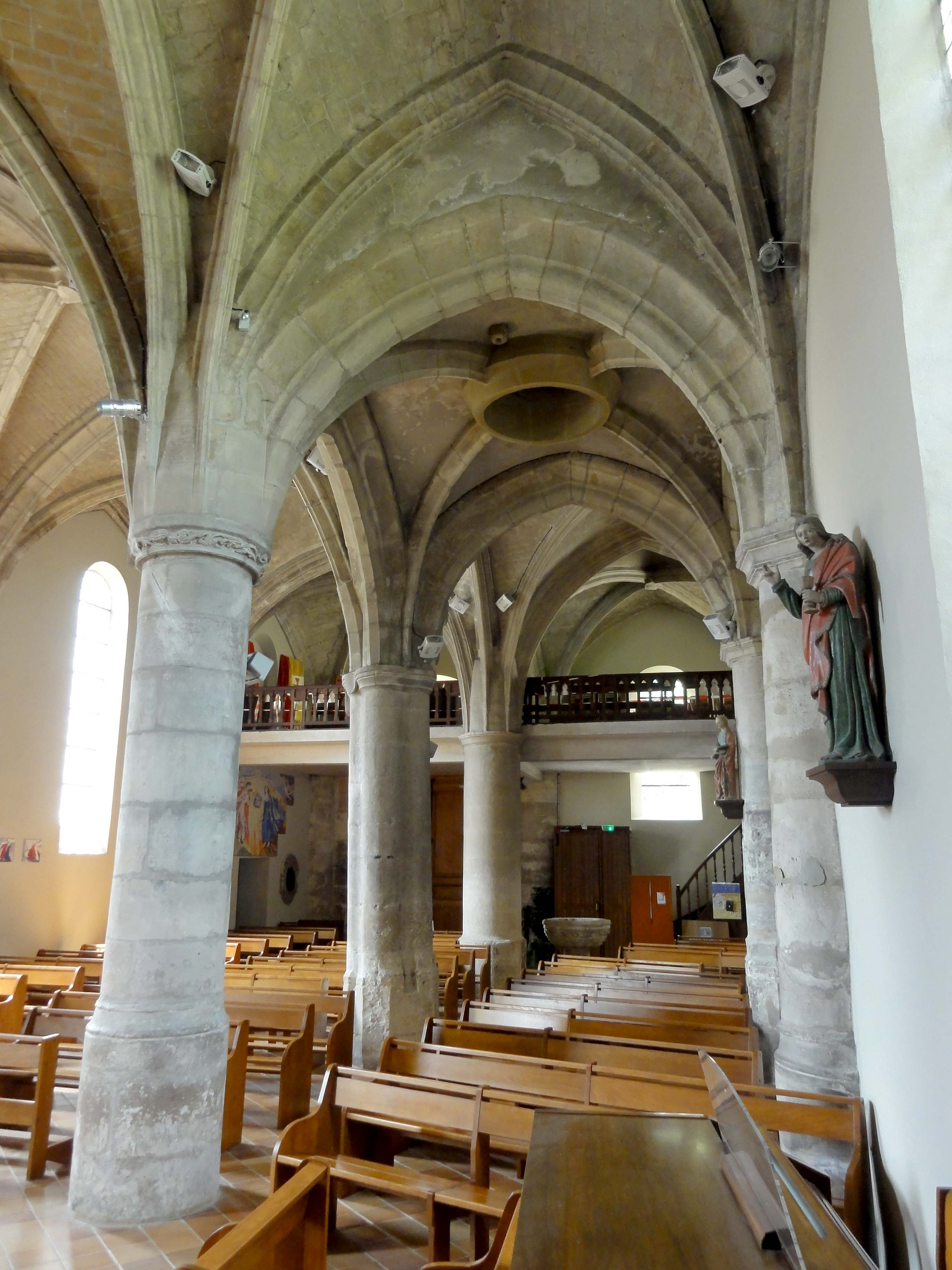
Vaisseau Nord, 4e travée, vue vers l'Ouest.
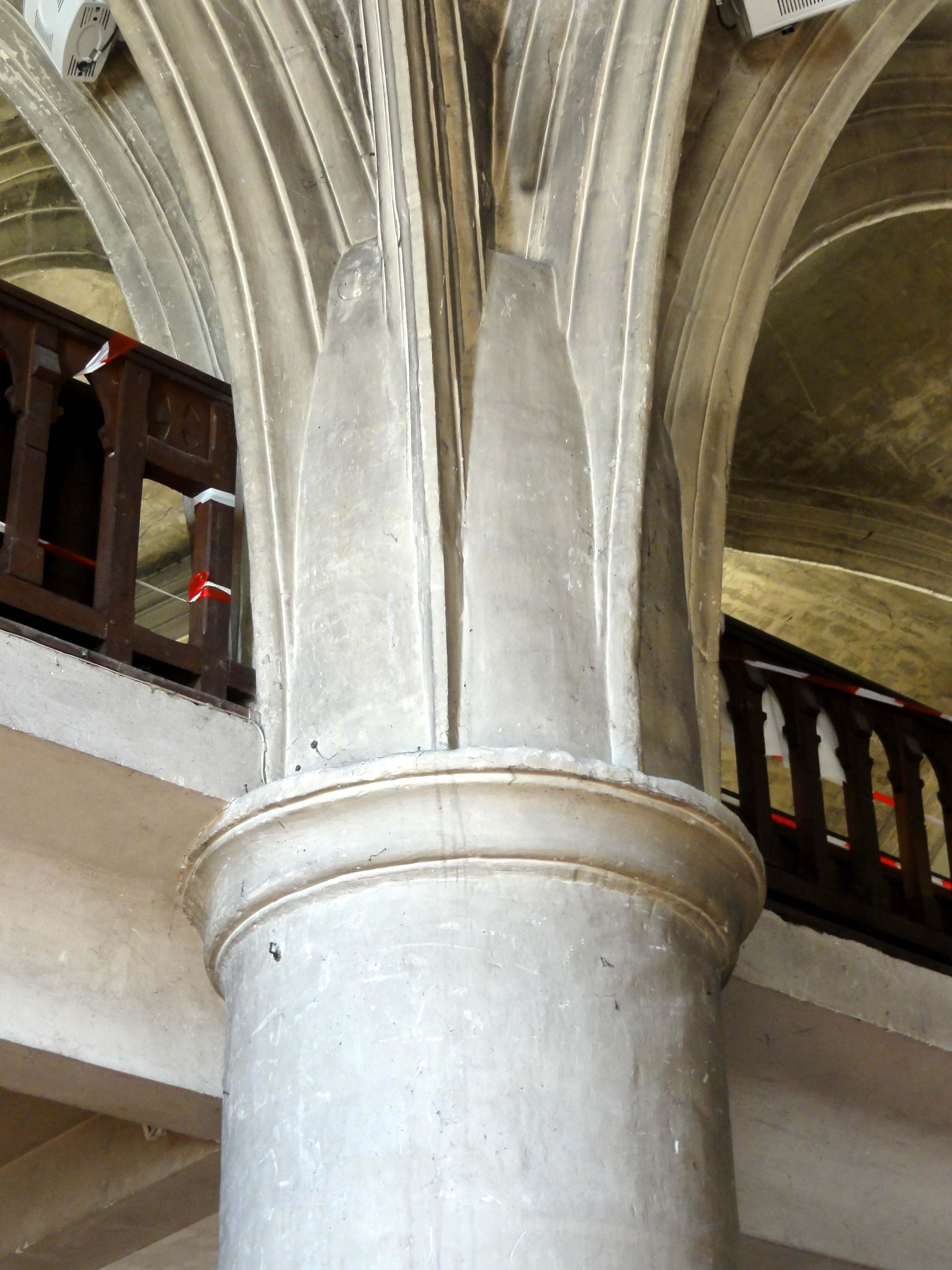
Retombée des voûtes sur le 1er pilier libre (refait).
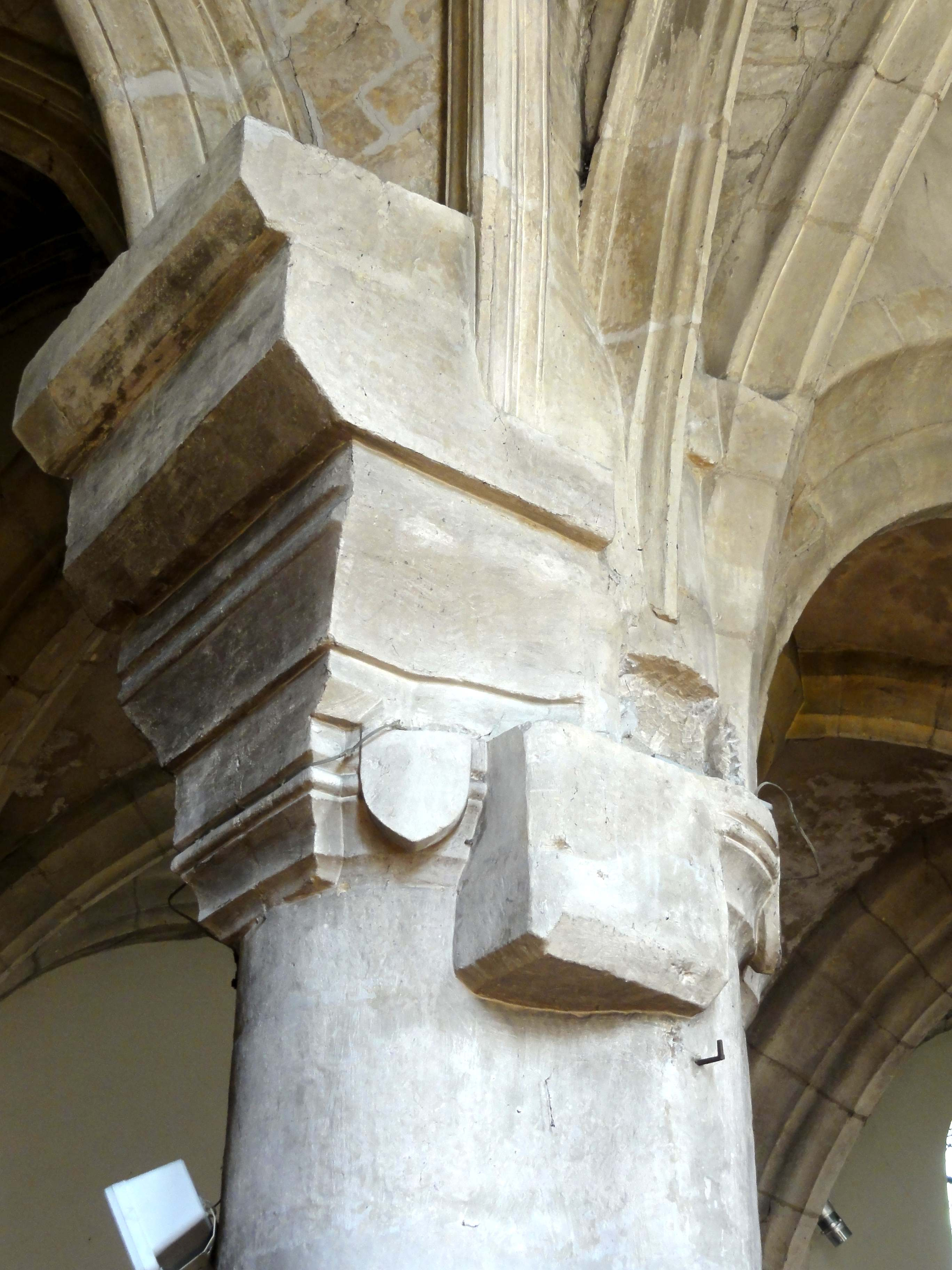
Tas de charge sur le 2e pilier libre (pilier ondulé).
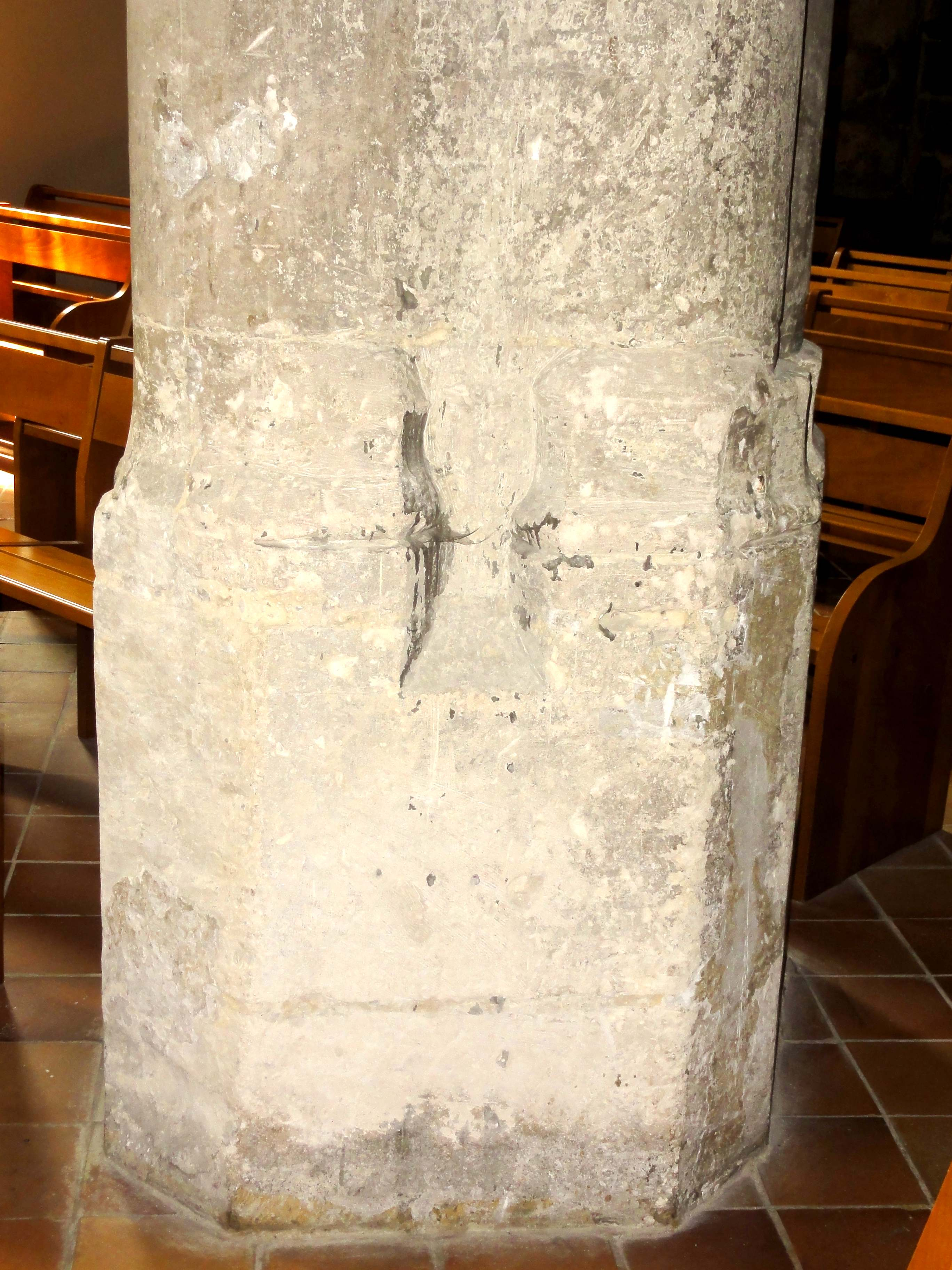
Base du 2e pilier libre (pilier ondulé).

### Sculpture monumentale

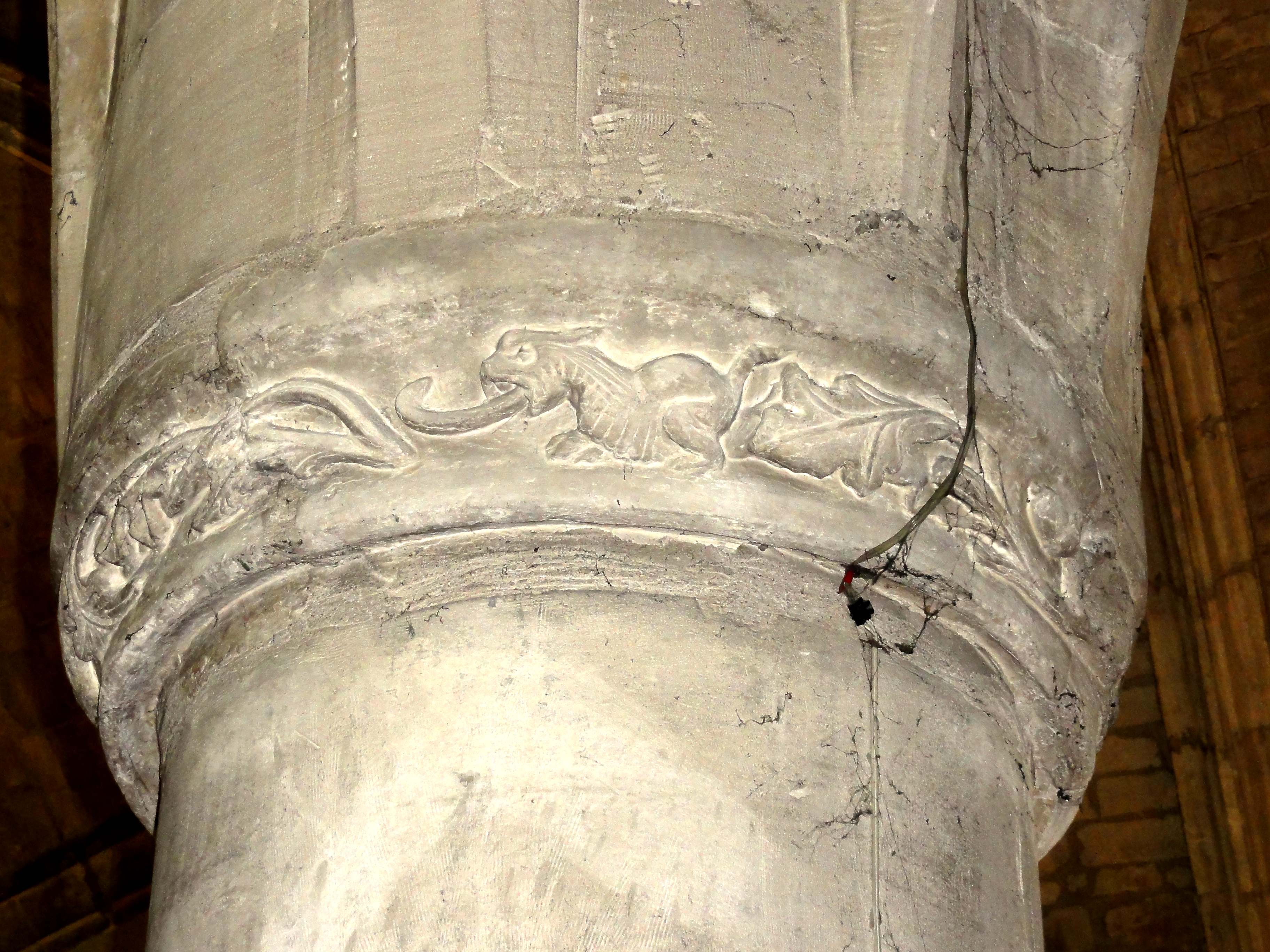
Dernier pilier libre - dragon crachant du feu et pampres.

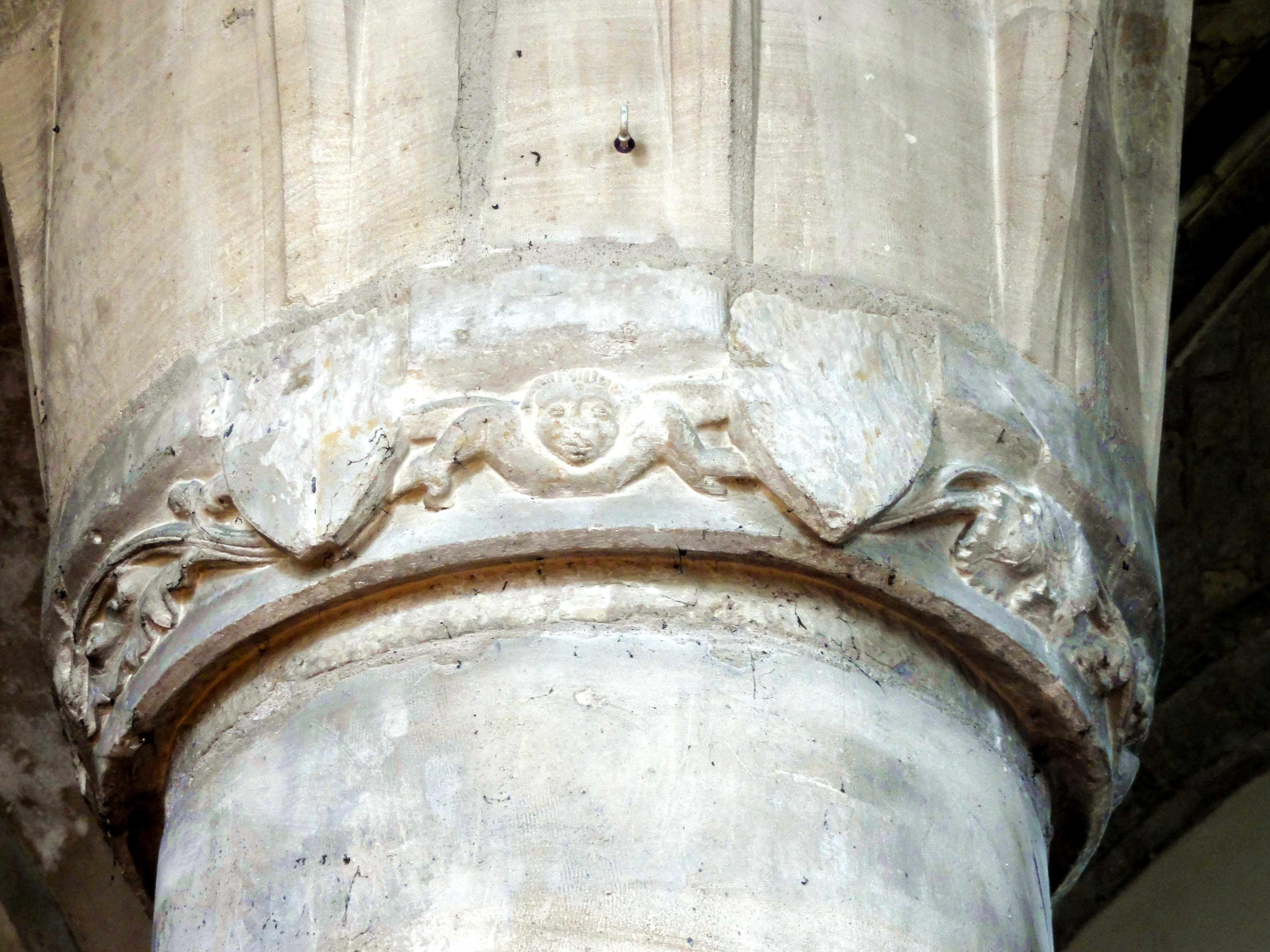
Idem, buste humain et pampres.

Dans le chœur, les piliers sont agrémentés de frises en guise de chapiteaux, sauf au droit du mur septentrional, où l'on trouve des tailloirs moulurés sur un plan demi-octogonal. La grosse pile ondulée au Sud-Ouest de la travée du clocher constitue également une exception. Les frises concernent donc le dernier pilier libre ; la retombée Est du doubleau longitudinal (au droit du chevet) ; la retombée Sud du second et du troisième doubleau perpendiculaire ; et les deux angles du chevet ; soit six piliers au total. Toutes ces frises sont circulaires, ou en hémicycle, ou en quart-de-cercle. Comme motives, l'on identifie deux écussons flanquant un buste humain avec deux bras, et un dragon crachant du feu au milieu de pampres (dernier pilier libre) ; un écusson vide (au Sud du second doubleau) ; un écusson vide porté par deux chimères, mi-dragon, mi-chien enragé (au Sud du dernier doubleau) ;  un écusson vide porté par deux angelots nus (angle Sud-Est) ; trois écussons vides, chacun étant porté par deux génies nus (au droit du chevet) ; un écusson vide porté par deux lions (angle Nord-Est). Les emblèmes héraldiques, les chimères, les chérubins et les pampres sont tous des motifs emblématiques de la sculpture monumentale flamboyante. Dans le département, l'on trouve des piliers aux frises semblables au début de la nef de Méry-sur-Oise ; dans le chœur de Presles ; et dans les bas-côtés Sud de Cormeilles-en-Parisis, Louvres, Viarmes et Villiers-le-Bel. À Méry-sur-Oise, Cormeilles, Louvres, et parfois à Presles et Viarmes, les frises adoptent la forme d'un pilier ondulé. L'esprit de la Renaissance se ressent déjà à Villiers-le-Bel. À Bessancourt, des frises en forme de chapiteaux avec tailloirs octogonaux représentent de nombreuses formes de chimères, rarement des pampres et maints autres motifs. Dans l'Oise, le chœur de Boran-sur-Oise comporte des frises ou chapiteaux avec tailloir dans le goût de la Renaissance italienne, sans aucune allusion à l'architecture antique. C'est dans l'église voisine de Presles que les sculpteurs qui étaient à l'œuvre à Montsoult ont apparemment puisé leur inspiration. Les écussons y sont fréquemment associés à des chimères, mais l'iconographie y est autrement riche et variée. L'architecture flamboyante privilégie des nervures des voûtes se fondant directement dans les piliers, ce qui fait que les frises ou chapiteaux sont absents dans la plupart des églises reconstruites après la Guerre de Cent Ans jusqu'à la Renaissance, mais il est tout à fait inapproprié de qualifier les frises de l'église Saint-Sulpice de romanes, comme l'a fait Bernard Raux (de même que Richard Fumey pour l'église de Bessancourt). Puisque l'église a été reconstruite au XVIe siècle, les frises ne datent pas non plus du XIIIe ou XIVe siècle, ce qui serait de toute façon la période gothique, et non la période romane, qui connaît une sculpture monumentale très différente, où les armoiries sont presque toujours absentes,.

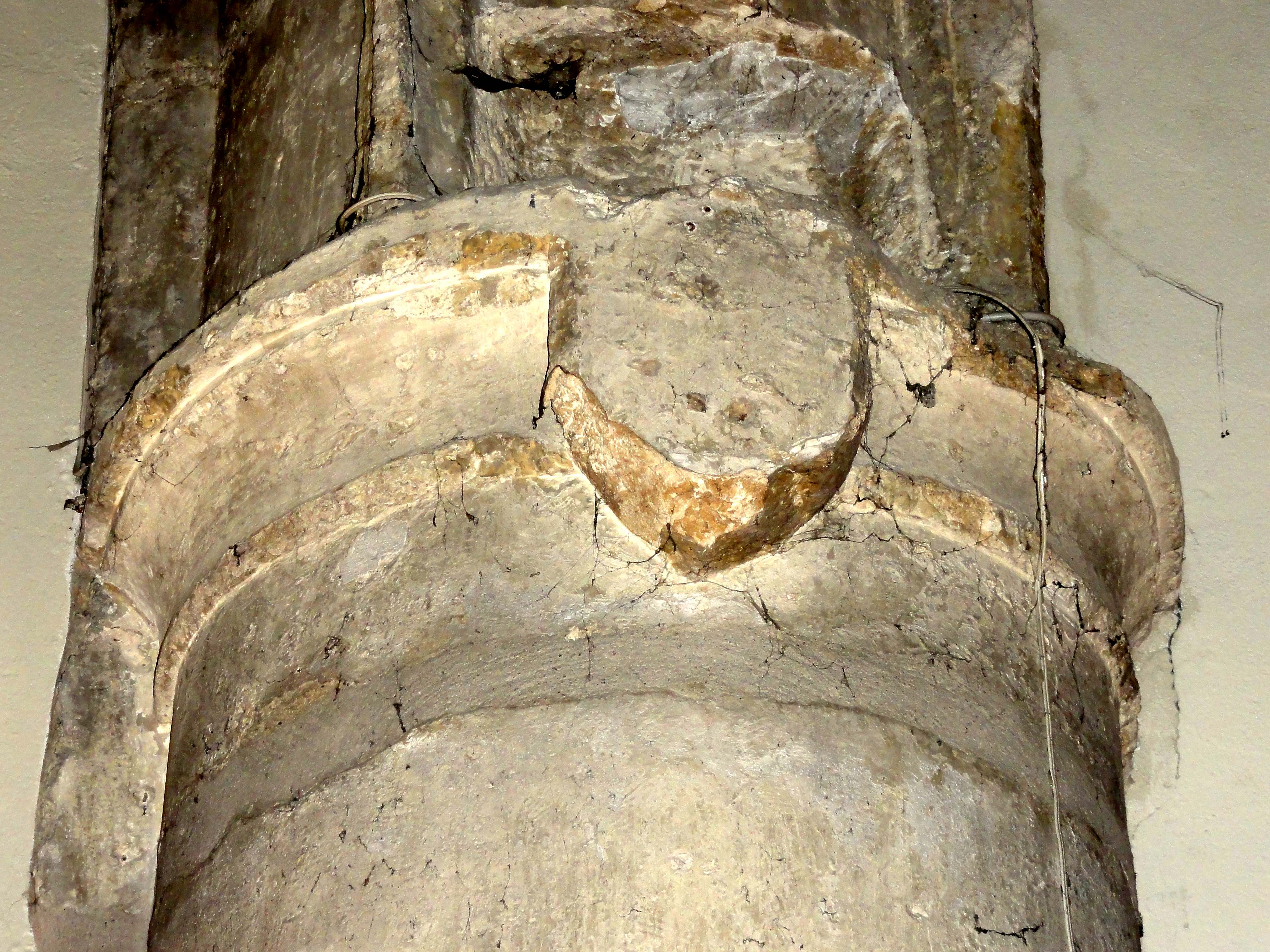
Écusson vide seul.
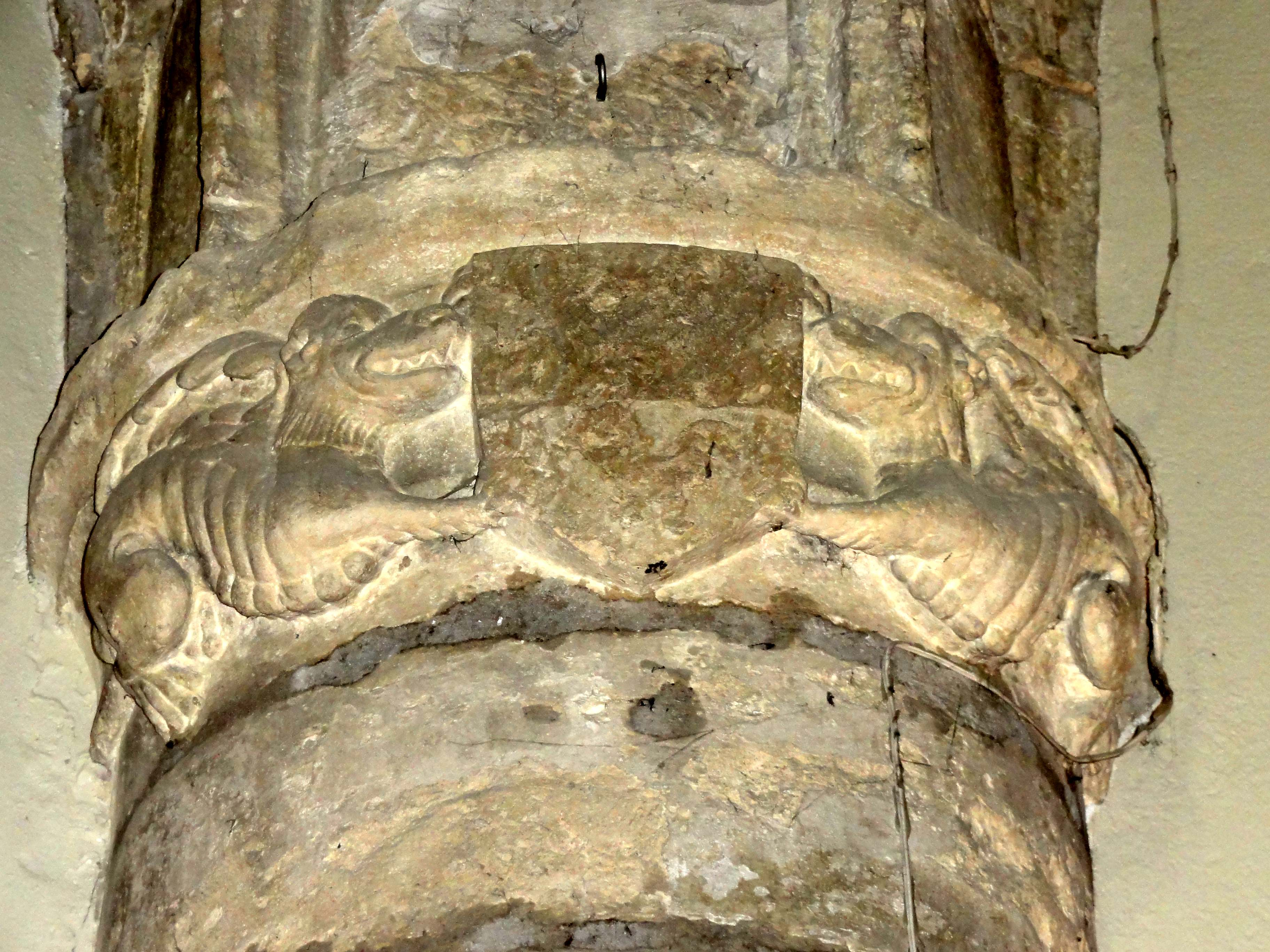
Écusson vide porté par deux chimères.
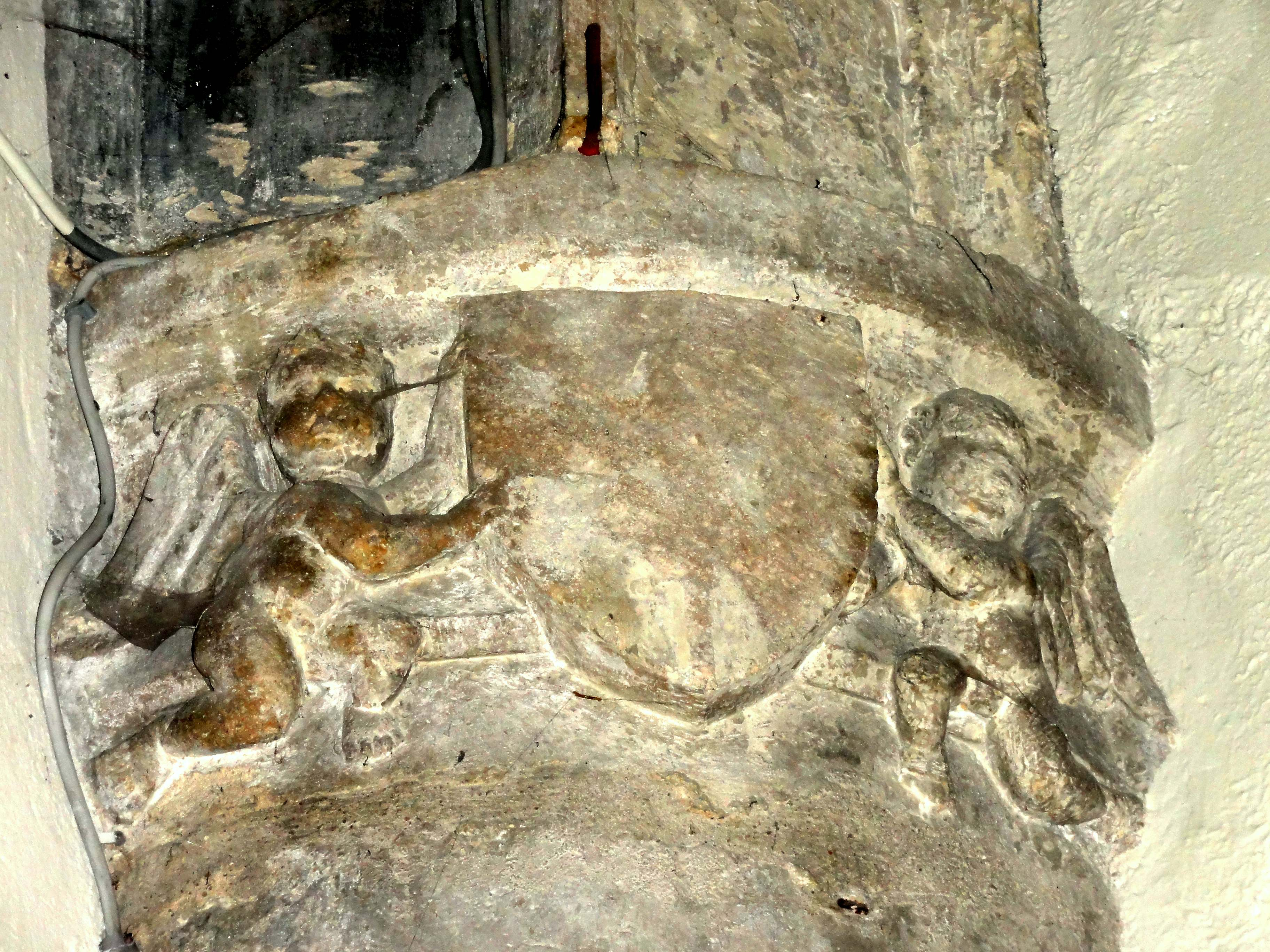
Écusson vide porté par deux angelots.
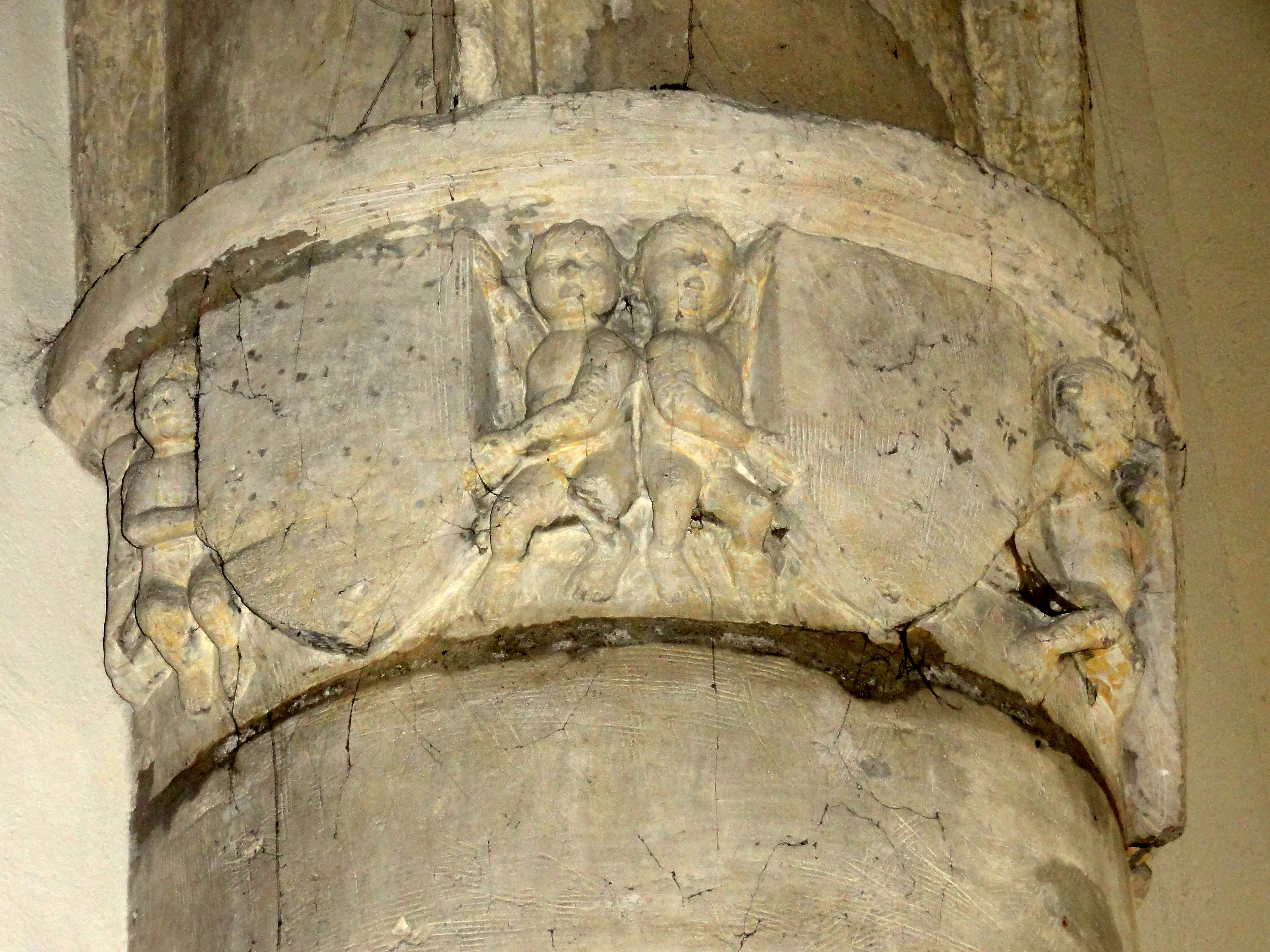
Trois écussons vides portés par des génies.
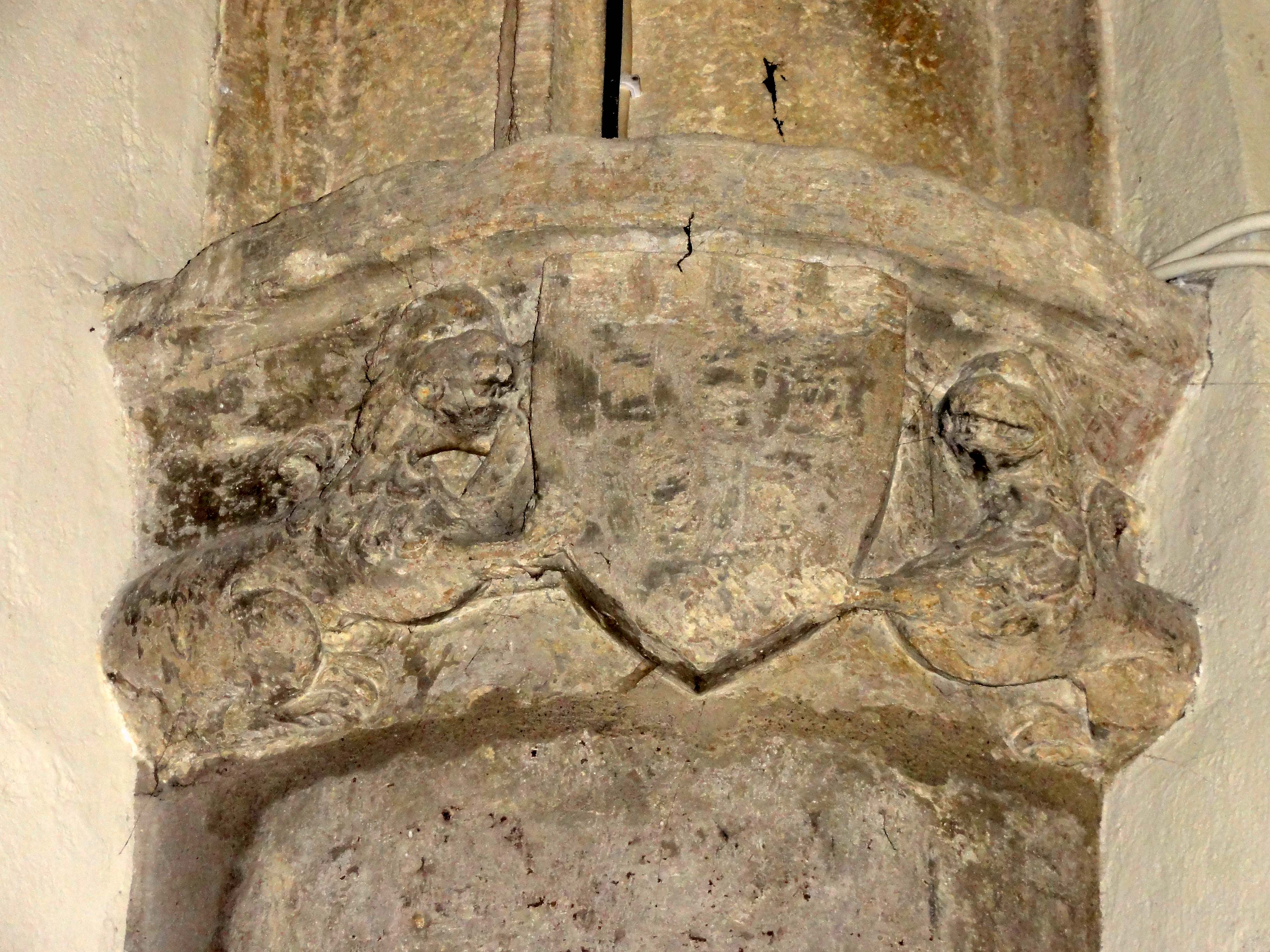
Écusson vide porté par deux lions.
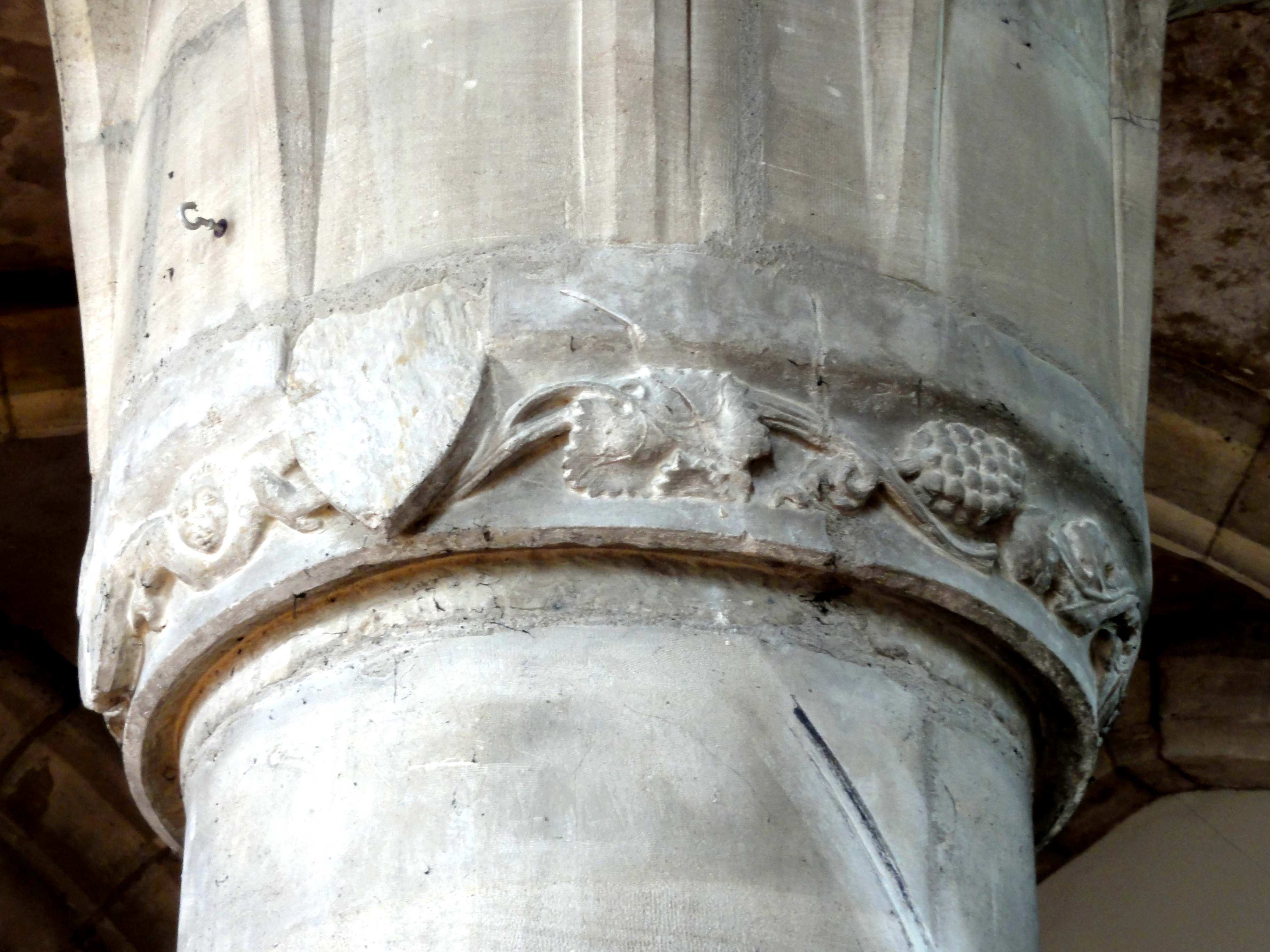
Écusson vide et pampres.

### Extérieur

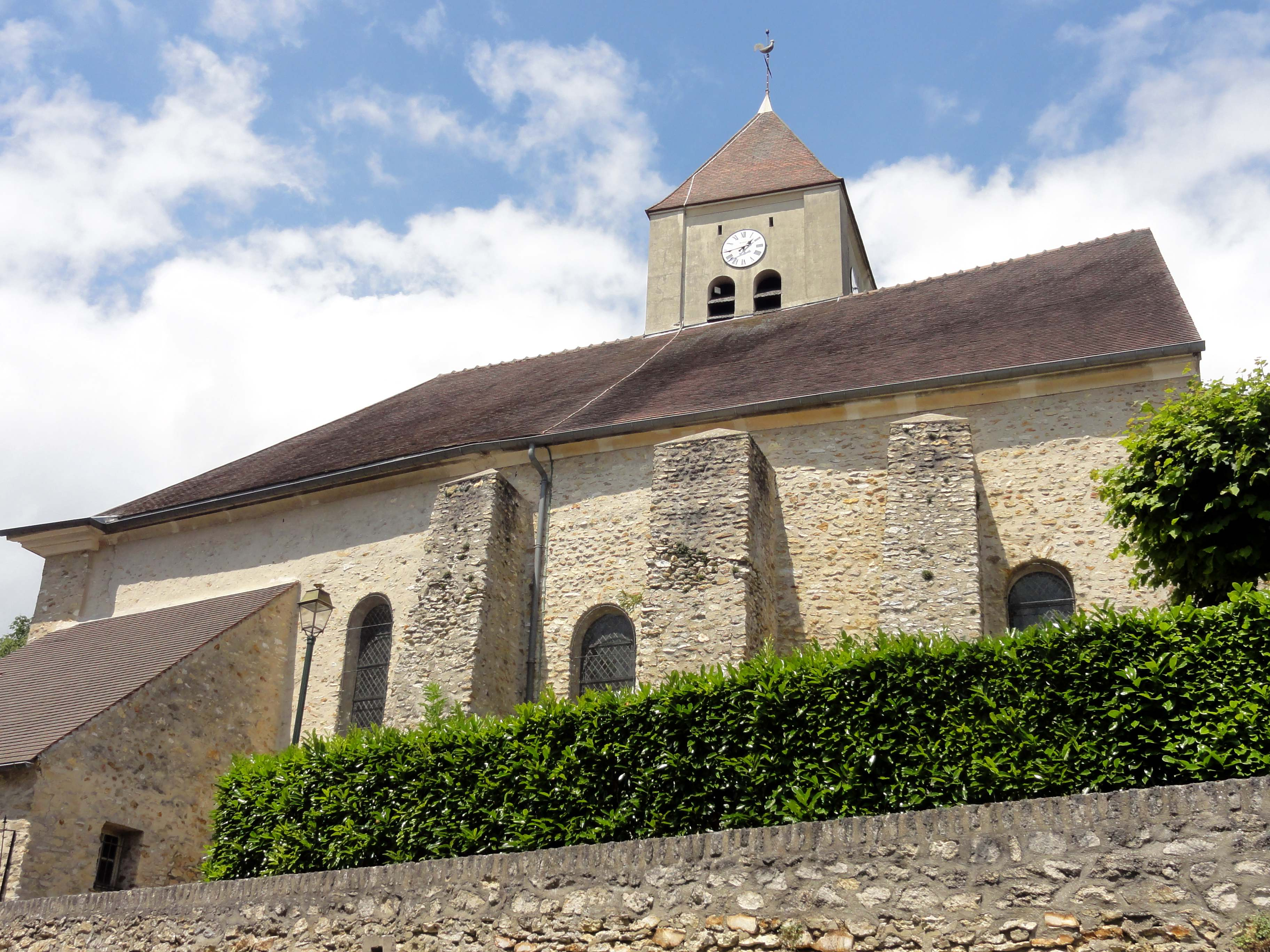
Vue depuis le Sud.

La façade occidentale du XVIIIe siècle est plaquée devant le vaisseau Sud. L'enduit a été enlevé lors de la restauration des années 1967-1976. Mathieu Lours souligne que la façade était conçue pour être enduite, et dit qu' « une restauration paupérisante et assez mal venue a supprimé les enduits et mis à nu les moellons à peine dégrossis que l'architecte avait pris le soin de cacher ». Afin que son fronton triangulaire ne soit pas dominé par le haut pignon qui devait auparavant y exister, le dessin de la charpente a été modifiée par l'architecte du XVIIIe siècle de sorte à obtenir un toit à croupe. Sinon, la plupart des pièces de la charpente de la double nef et du clocher remonteraient bien au XVIe siècle, comme l'affirment Autin et al. Le fronton a conservé sa mouluration et son caractère, ce qui n'est pas le cas du reste de la façade. Ici, la mise à nu de l'appareillage de petits moellons irréguliers a coûté le décor de bossages qui devait initialement être prévu par le dessin de l'architecte. Aujourd'hui, il ne reste qu'une large et haute arcade en plein cintre, qui est cantonnée de deux très larges pilastres agrémentés d'entablements ébauchés. La partie haute de l'arcade est occupée par une demi-lune munie d'un vitrail, qui est susceptible de se substituer à un fenestrage de petits carreaux, comme à Brenouille. Cette église possède une façade des années 1780, qui est en maints points comparable. Le portail rectangulaire à double vantail est surdimensionné par rapport à la taille de l'édifice,.

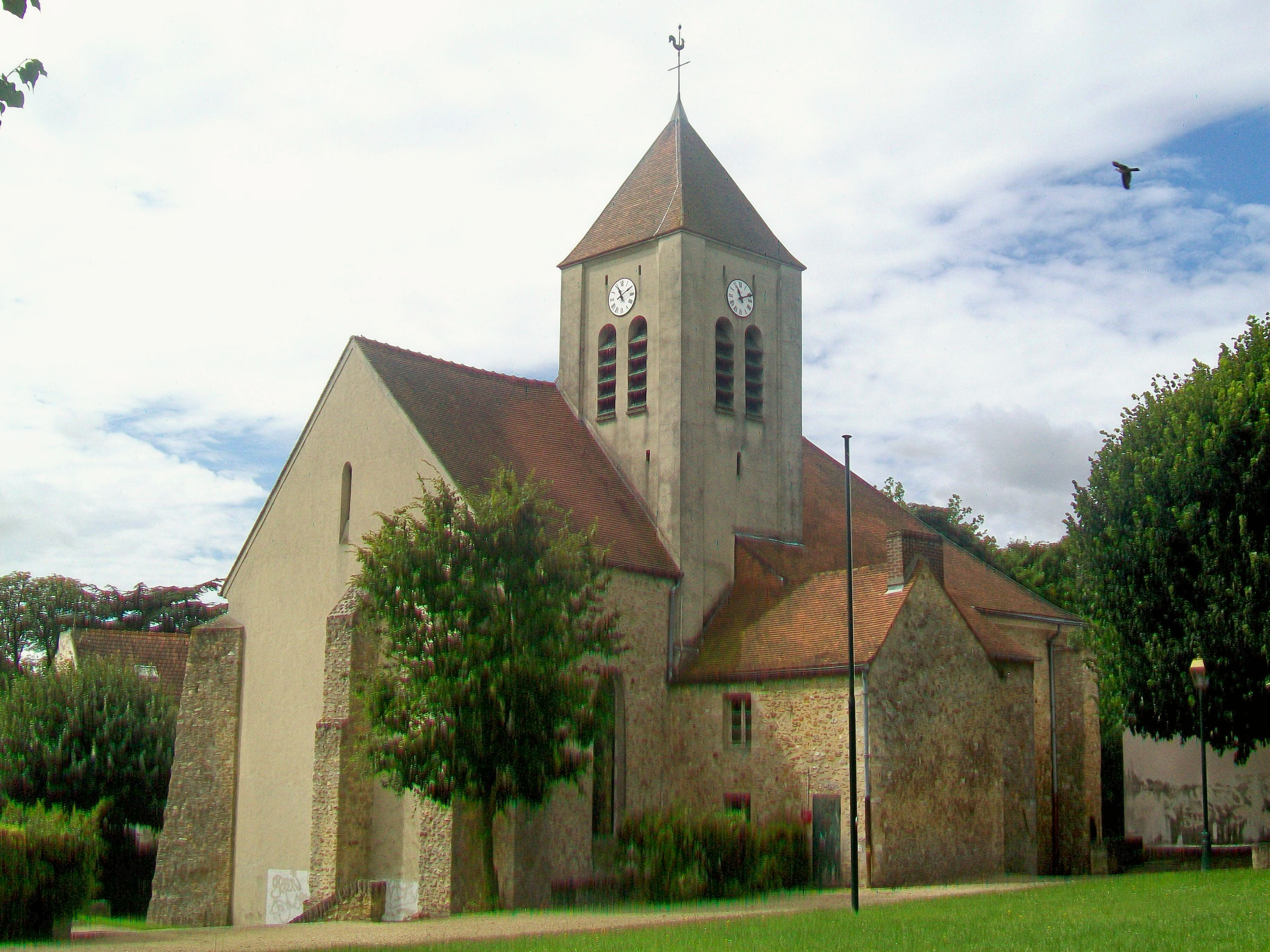
Vue depuis le Nord-Est.

À gauche de la façade de style classique, le petit portail du vaisseau Nord n'est pas du tout mis en avant, sans doute pour ne pas rompre l'harmonie. Toute la couverture est réalisée en tuiles plates du pays. Au-dessus du toit, la vue s'ouvre sur l'étage du beffroi du clocher et son toit à la hache. Sur chaque face, l'étage est percé de deux baies d'abat-son en plein cintre. L'ornementation fait complètement défaut. Mathieu Lours affirme qu'« il a été récouvert de mortier de ciment avec une mouluration très linéaire » lors de la restauration. Le terme de mouluration est exagéré, car l'on n'identifie que deux pilastres nus à chaque angle,. Les élévations latérales et le chevet se caractérisent par des contreforts, ou plutôt des massifs de maçonnerie, très gros, voire difformes, comme à Saint-Brice-sous-Forêt et Saint-Prix. Au Sud, deux contreforts s'insèrent entre les fenêtres du chœur, ce qui suggère une travée supplémentaire qui en réalité n'existe pas. Le chevet est enduit, et ne fait apparaître aucune trace des anciennes fenêtres. En revanche, la baie septentrionale de la dernière travée est encore bien visible au Nord.

## Mobilier

### Cloche
Parmi le mobilier proprement dit de l'église, aucun élément n'est classé monument historique au titre objet. Une cloche en bronze de 1701 est néanmoins classée au titre objet depuis 1944, date à laquelle elle n'existait plus. En effet, elle a été refondue en 1938. L'inscription, déjà relevée par le baron Ferdinand de Guilhermy au cours des années 1840, a été portée au régistre des délibérations du conseil municipal, et se lisait comme suit :  « + EN LAN 1701 IAY ESTE BENIE PAR ALEXANDRE LE VERT DE BODEVAL PRETRE CVRE DE MONTSOVLT ET NOMMEE DENISE LE PARAIN IEROME COTTIN BIENFAITEVR LA MARAINE DAMELLE DENISE DV BVS GVILLAVME CAGNY MARGER ». La cloche actuelle pèse 650 kg, et donne le sol. Elle a été baptisée au cours d'une pompueuse cérémonie le 17 juillet 1938, et entre deux couronnes, affiche l'inscription suivante : « Je nm'appelle Marguerite Yvonne, en présence du conseil paroissial et du conseil municipal, monsieur Jean Fourcade étant maire de Montsoult, j'ai été bénite le 17 juillet 1938 par S. Exc. Mgr Richaud, évêque d'Irénopolis, auxiliaire de S. Exc. Mgr Roland-Gosselin, évêque de Versailles, ayant pour parrain monsieur Ferdinand Caille, adjoint, et pour marraine madame Fernand Fourcade, le Révérend père Morin, prêtre de l'Oratoire, étant curé. J'appelle les vivants et pleure les morts ». Après la démolition de la villa Béthanie, la cloche du séminaire a rejoint la grosse cloche.

### Plaques funéraires

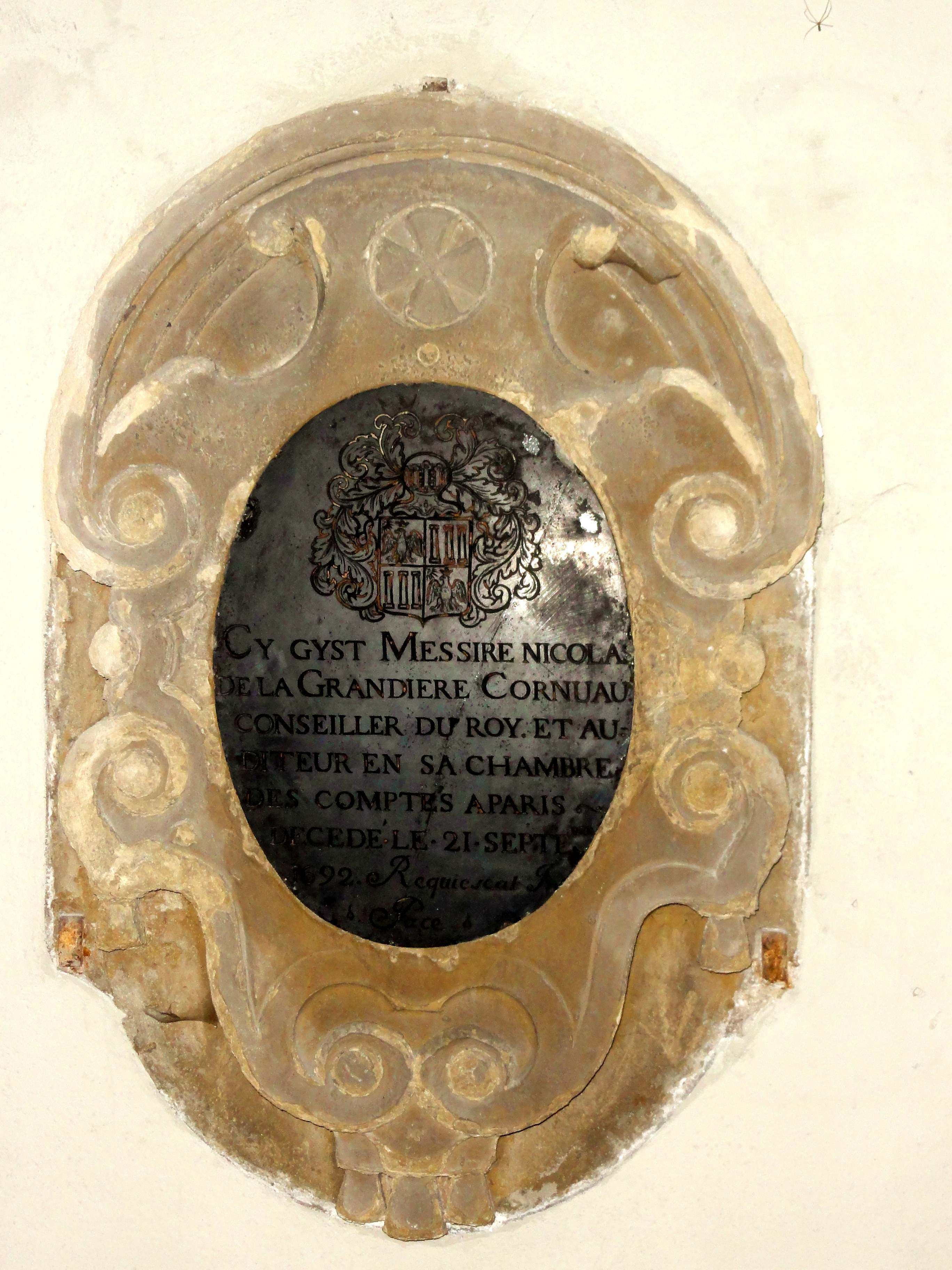
Épitaphe de 1692.

Le seuil du portail principal est formé par une dalle funéraire, qui appartient à Antoine de Bussy, maître d'hôtel du cardinal d'Amboise, mort en 1520. Elle se trouvait jadis dans le collatéral, et l'abbé Lebeuf a encore pu déchiffrer une partie de son inscription. Un siècle plus tard, de Guilhermy a seulement pu distinguer quelques traces de figurines sur les piédroits de l'arcade qui encadrait les effigies gravées du défunt et de son épouse,. À côté de la porte de la sacristie, un petit médaillon en marbre noir scellé dans un encadrement en pierre calcaire sculpté de volutes baroques, porte l'épitaphe suivante : « CY GIST MESSIRE NICOLAS DE LA GRANDIERE CORNUAU, CONSEILLER DU ROY, ET AUDITEUR EN SA CHAMBRE DES COMPTES A PARIS ~ DECEDÉ LE 21 SEPTEBRE 1692. Requiescat in pace ». Au-dessus, sous un casque à lambrequins posé de front et fermé de ses grilles, sont gravées les armes du magistrat, qui se blasonnent ainsi : Au premier et au quatrième quartiers, un aigle couronné, regardant un soleil flamboyant à dextre ; aux second et troisième, trois colonnes rangées en pal. Le baron de Guilhermy n'a pas pu trouver de renseignements biographiques sur le défunt. Lors de son passage à Montsoult, il a encore facilement repéré la dalle funéraire au Nord du sanctuaire, qui a été signalée par l'abbé Lebeuf comme le plus ancien témoignage de l'existence de l'église. Elle était en partie cachée par le marchepied de l'autel, mais sinon bien lisible. L'inscription en lettres gothiques était la suivante : « CI GIST MONSEIGNEUR HEVDE DE LA QVEVE CHEVALIERS... EZ POVR... ». Heude de la Queue était seigneur de Montsoult en 1275, et il vivait encore en 1279. Ses armes étaient de trois pals losangés. À côté, se trouvaient deux autres dalles complètement effacées. L'on ignore ce que ces dalles sont devenues. La dalle qui est redressée contre le mur Nord du clocher est l'ancienne table d'autel,.

### Sculpture

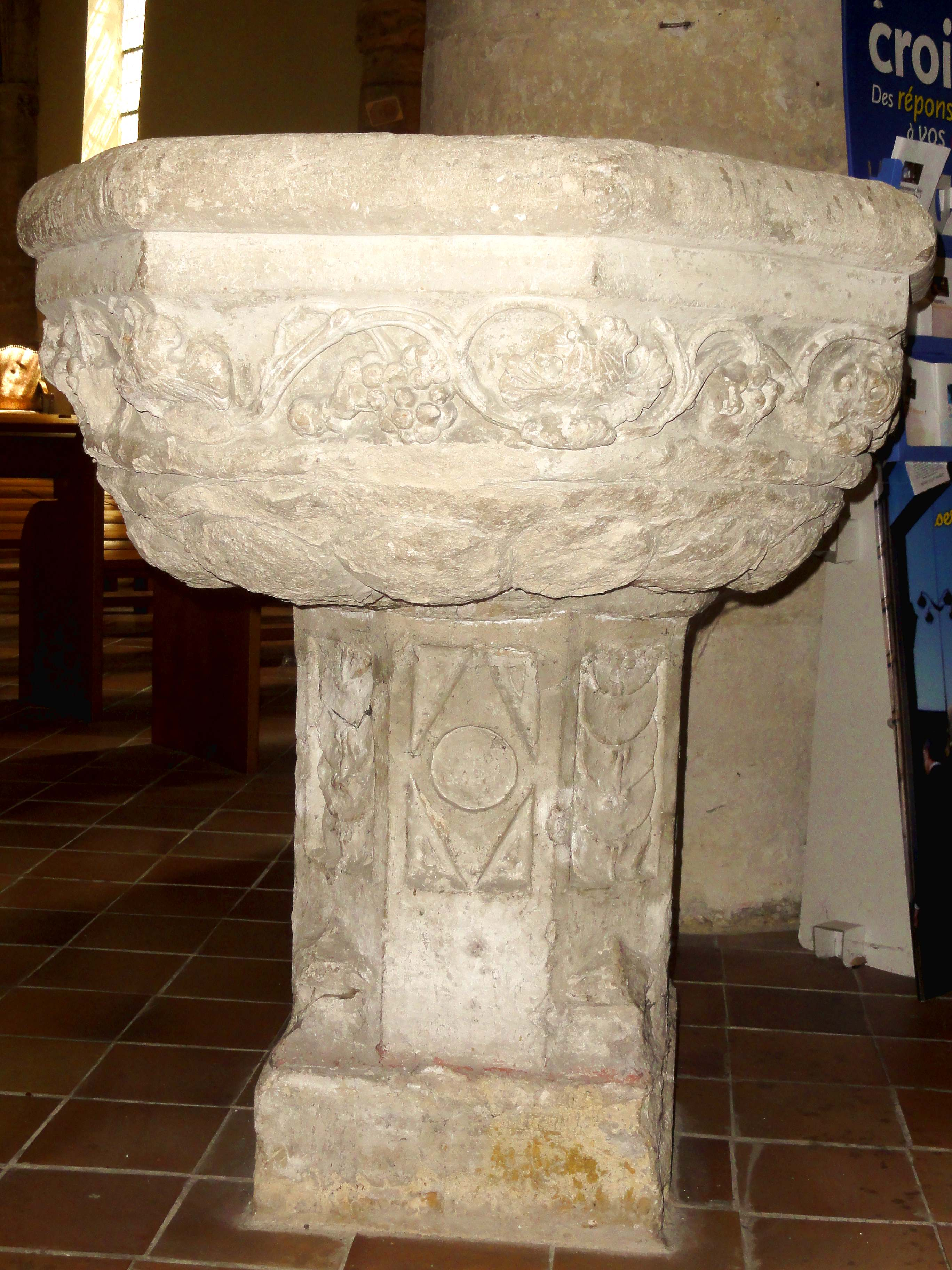
Fonts baptismaux.

Les fonts baptismaux en pierre calcaire sont de la même époque que l'église. Ils se composent d'une cuve baptismale à infusion sur plan octogonal, qui repose sur un pied carré aux arêtes abattues. La bordure de la cuve est garnie d'un gros boudin, et en dessous, un large filet. Une frise de pampres inférieurement délimitée par un boudin va tout autour ; Bernard Raux n'a pas repéré le jeune enfant nu qui se glisse au milieu de ce décor, en position couchée. La partie inférieure de la cuve est fuyante, afin d'assurer la transition vers le diamètre réduit du pied. Ici le décor est abîmé. On discerne encore une succession d'ovales, qui devaient initialement être entourés de tiges végétales. Le pied présente une base gothique analogue au pilier ondulé du clocher. Ce n'est qu'au-dessus que s'opère le passage vers le plan octogonal. Les faces principales affichent un décor géométrique simple, avec un losange inscrit dans un rectangle, et percé d'un cercle. Les faces obliques présentent cinq disques enfilés sur une corde.
Les statues subsistantes sont les suivantes :
- La statue en pierre polychrome de la Vierge à l'Enfant couronnée pourrait dater du XIVe siècle, mais a été repeinte à la fin du XIXe siècle[15]. Comme particularité, sainte Marie tient un oiseau dans la main droite, qui représente la colombe de l'Esprit Saint. Le petit Jésus caresse cet oiseau. Habituellement, si la Vierge est représentée avec un oiseau, c'est l'Enfant qui le tient dans une main. Ici il tient un orbe, ce qui annonce sa qualité de Seigneur, et est très courant dans la sculpture religieuse[23].
- La statue en pierre polychrome de sainte Geneviève de Paris, avec pour seul attribut un livre ce qui rend l'identification de la sainte incertaine, semble également dater du XIVe siècle. Bernard Raux affirme toutefois que la sainte tient une cierge, ce qui parle en faveur de sainte Geneviève. La longue chevelure ouverte et le livre évoquent aussi sainte Marie-Madeleine. La polychromie se fait plus discrète, et a pu être restituée après l'enlèvement des badigeons blancs qui la dénaturaient encore en 2011[23].
- La statue de saint Jean-Baptiste date du début du XVIe siècle. Le visage du précurseur est enfantin et imberbe, et il tient un calice, alors que l'autre main se lève pour bénir[24].
- La statue d'un saint évêque, probablement saint Sulpice le Pieux, patron de l'église, date de la même époque[24].

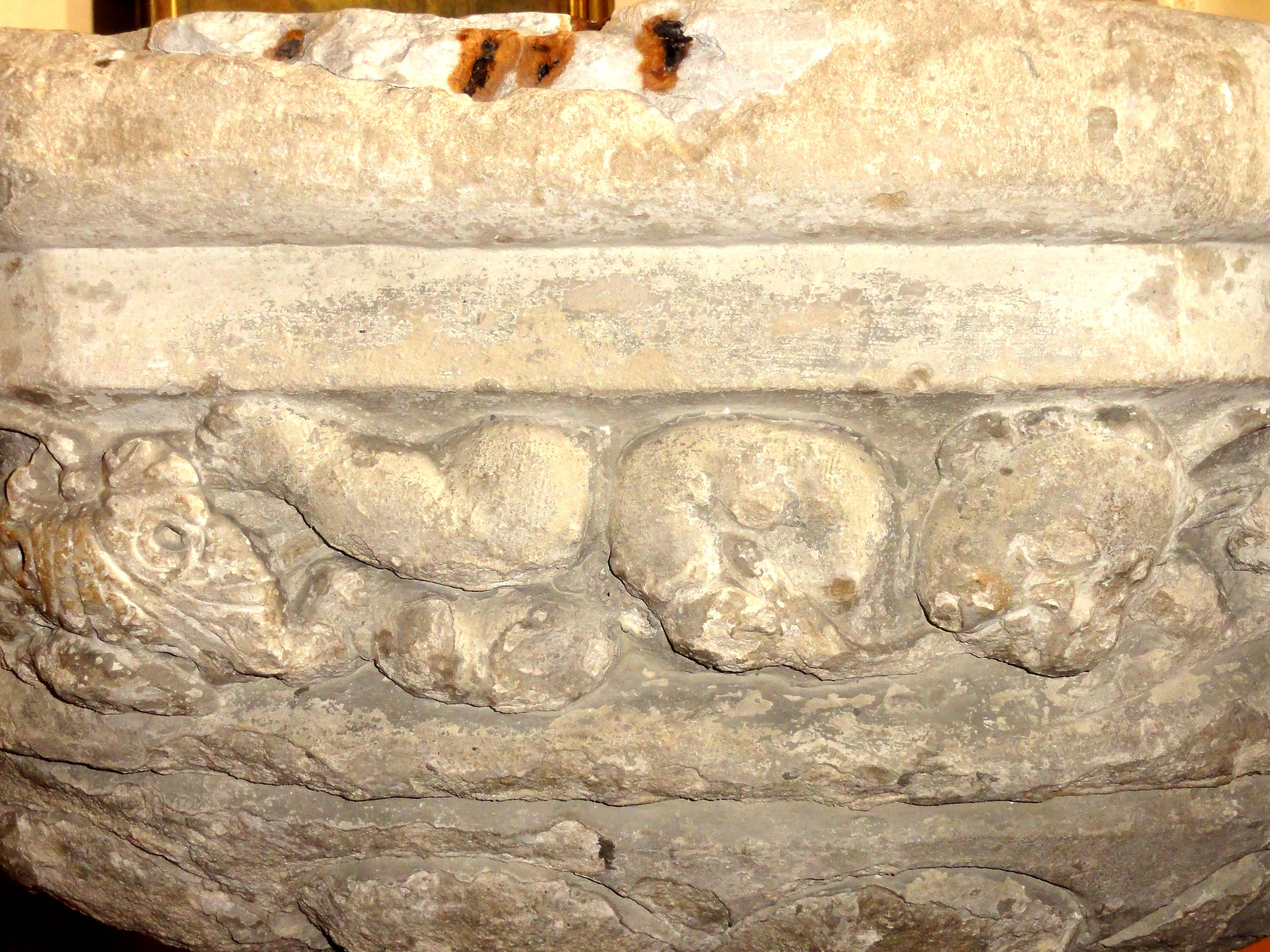
Frise des fonts baptismaux.
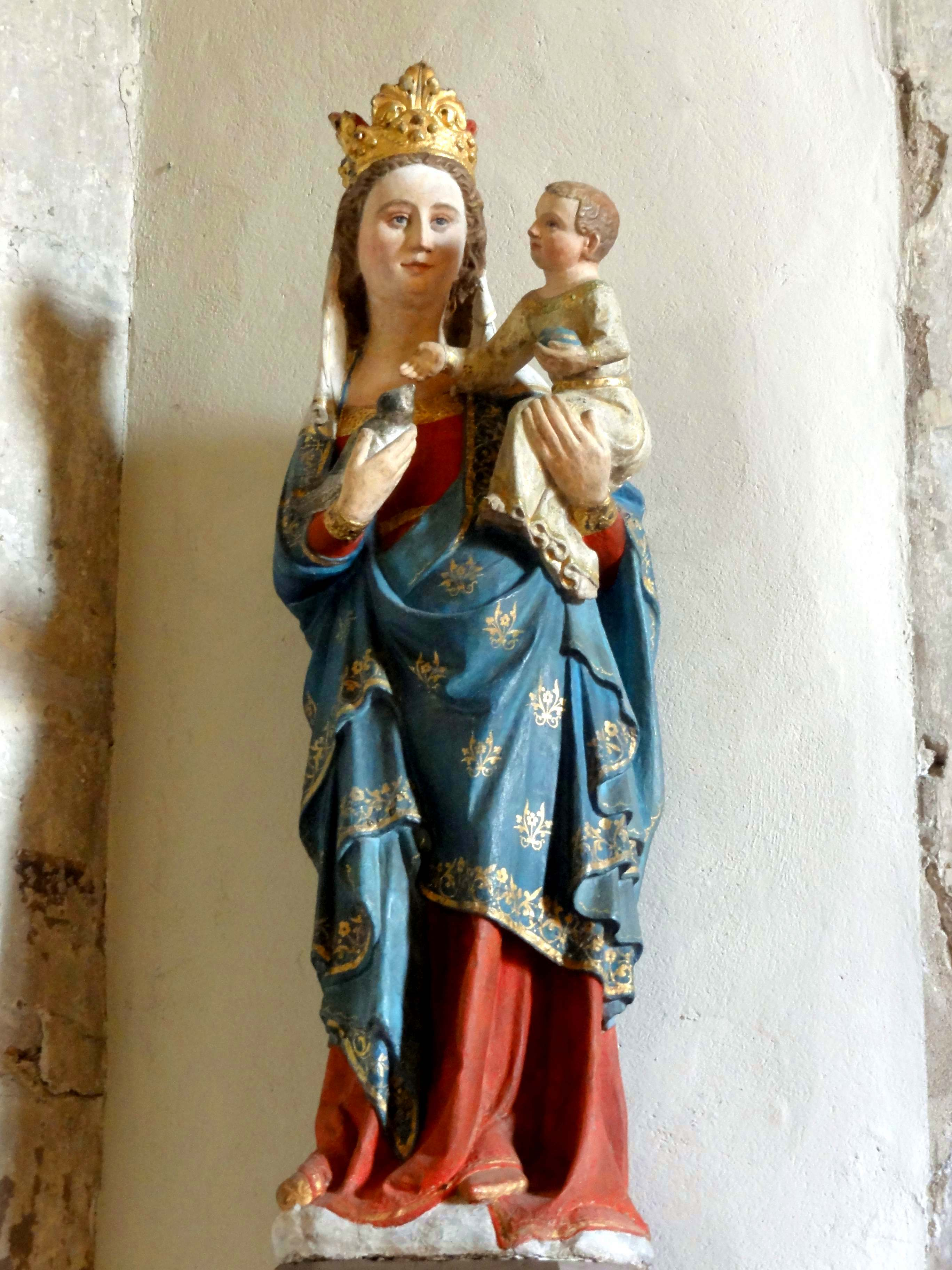
Vierge à l'Enfant.
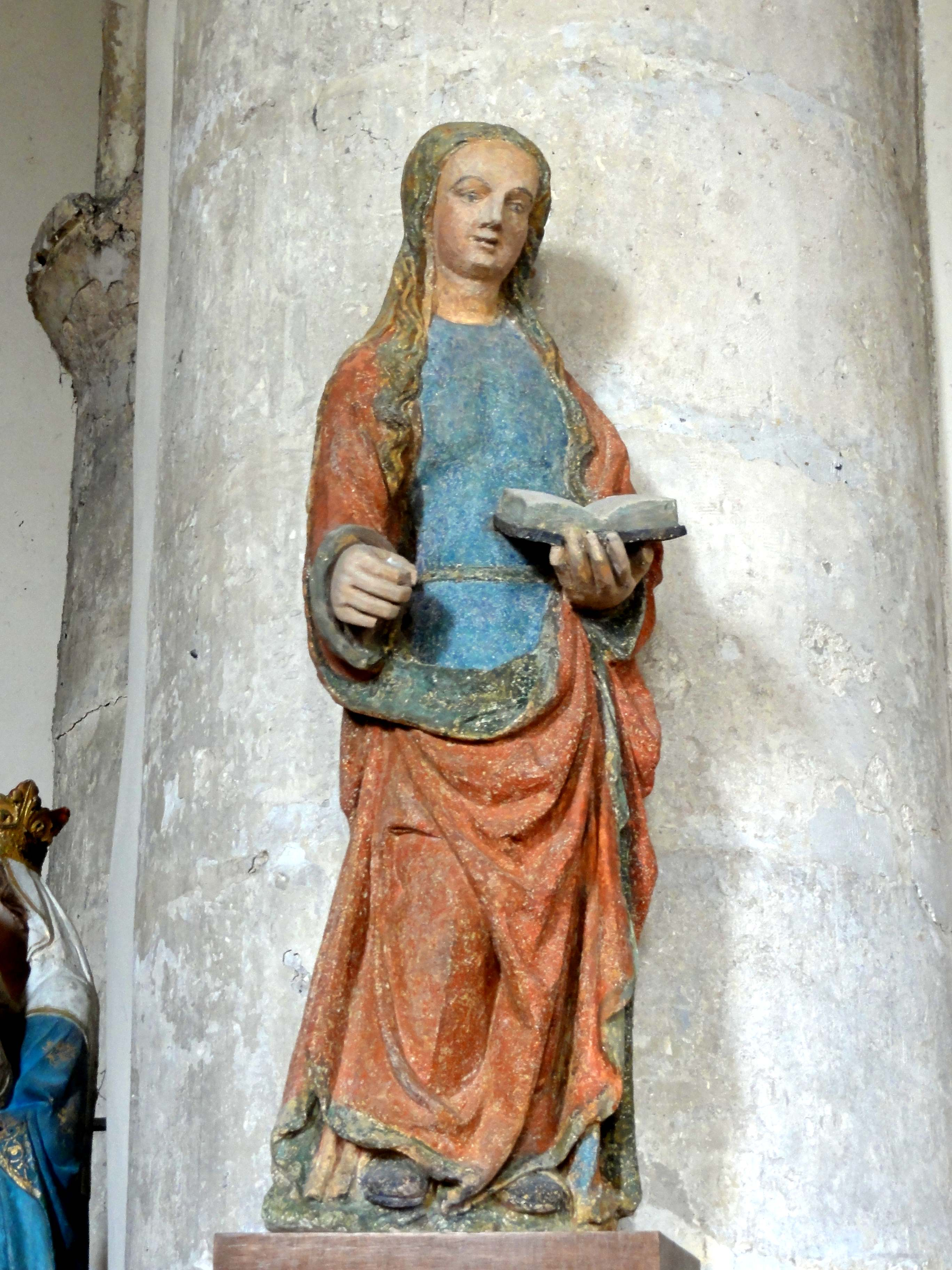
Sainte Geneviève.
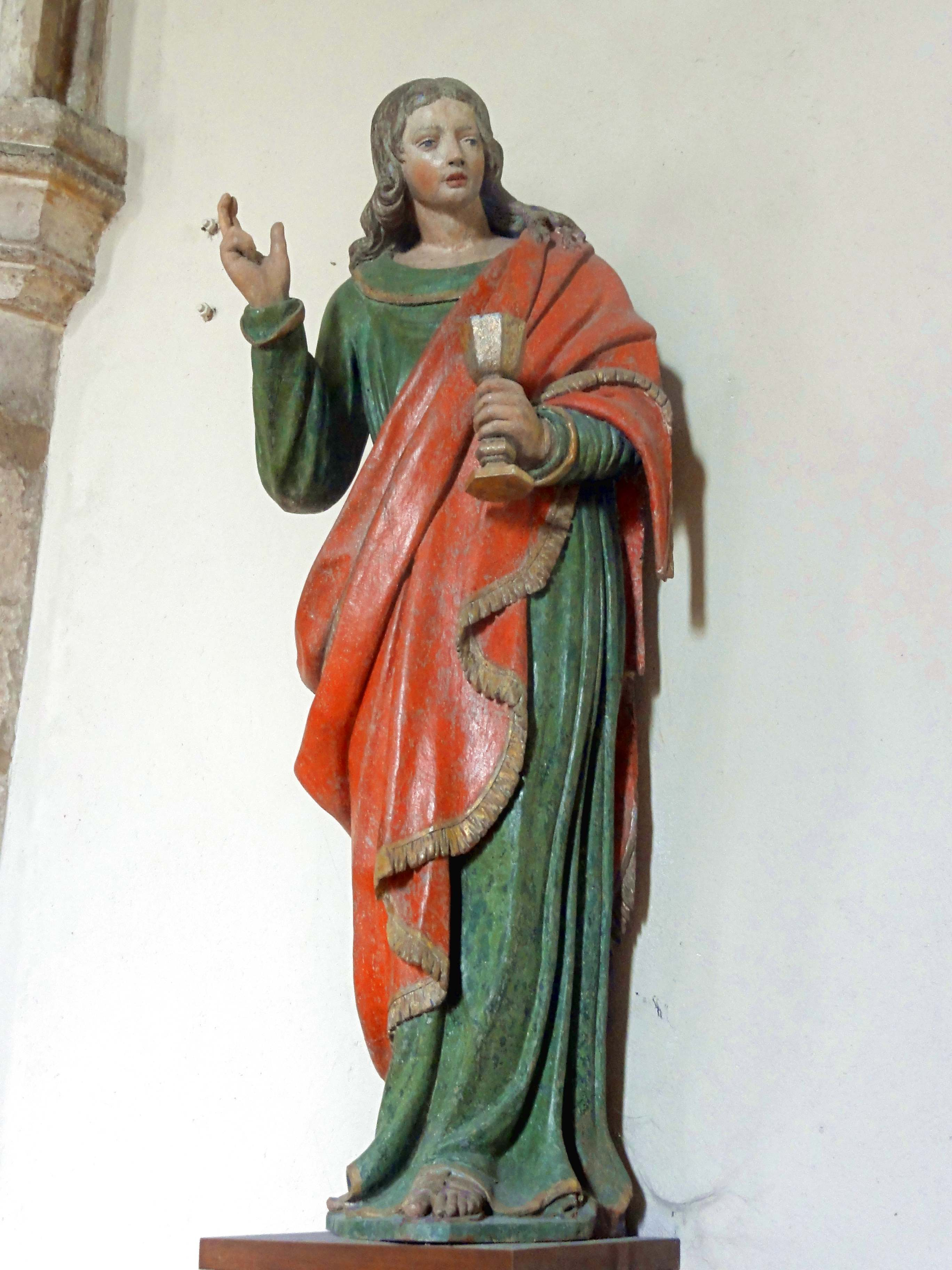
Saint Jean-Baptiste.
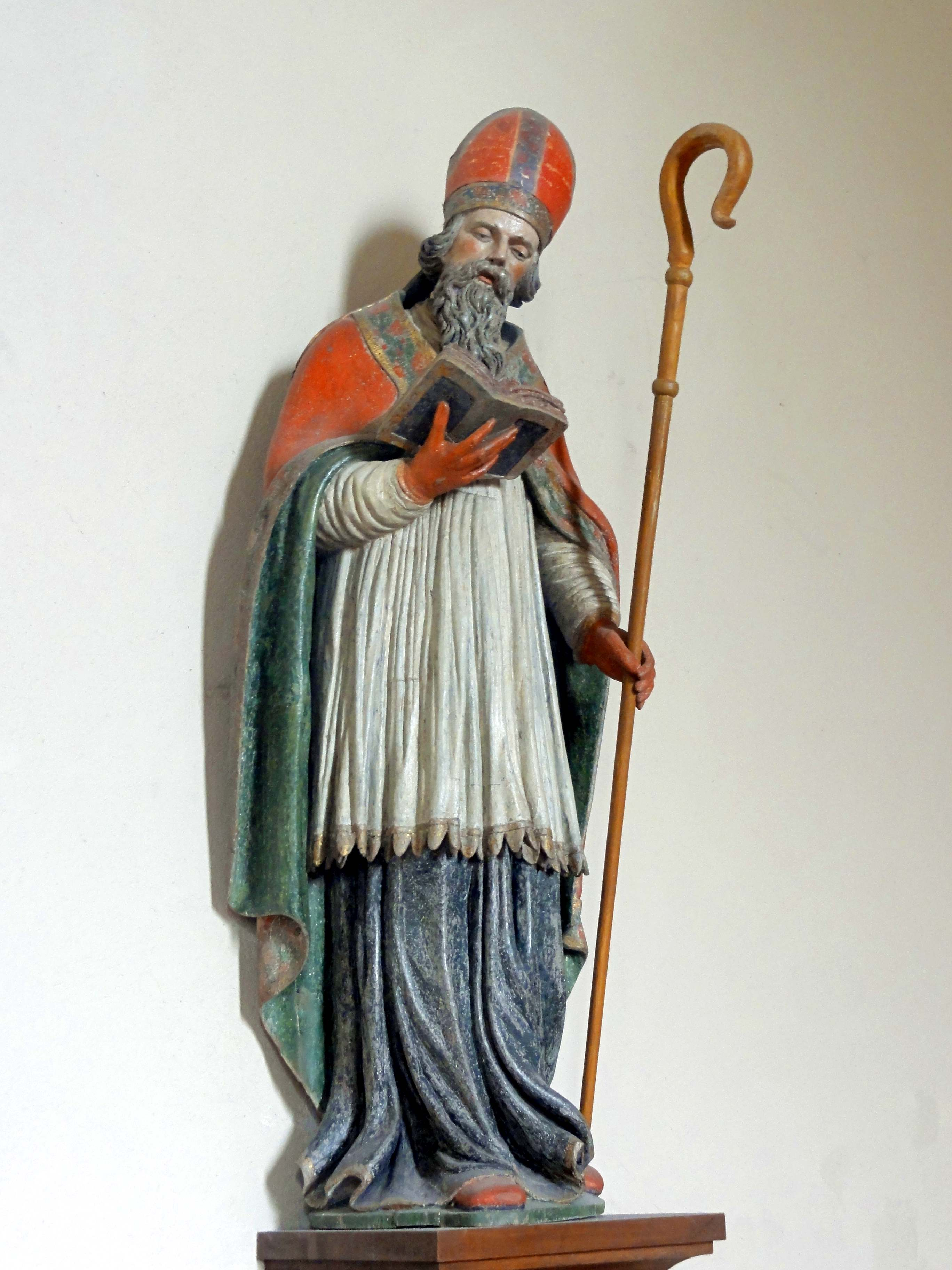
Saint Sulpice.
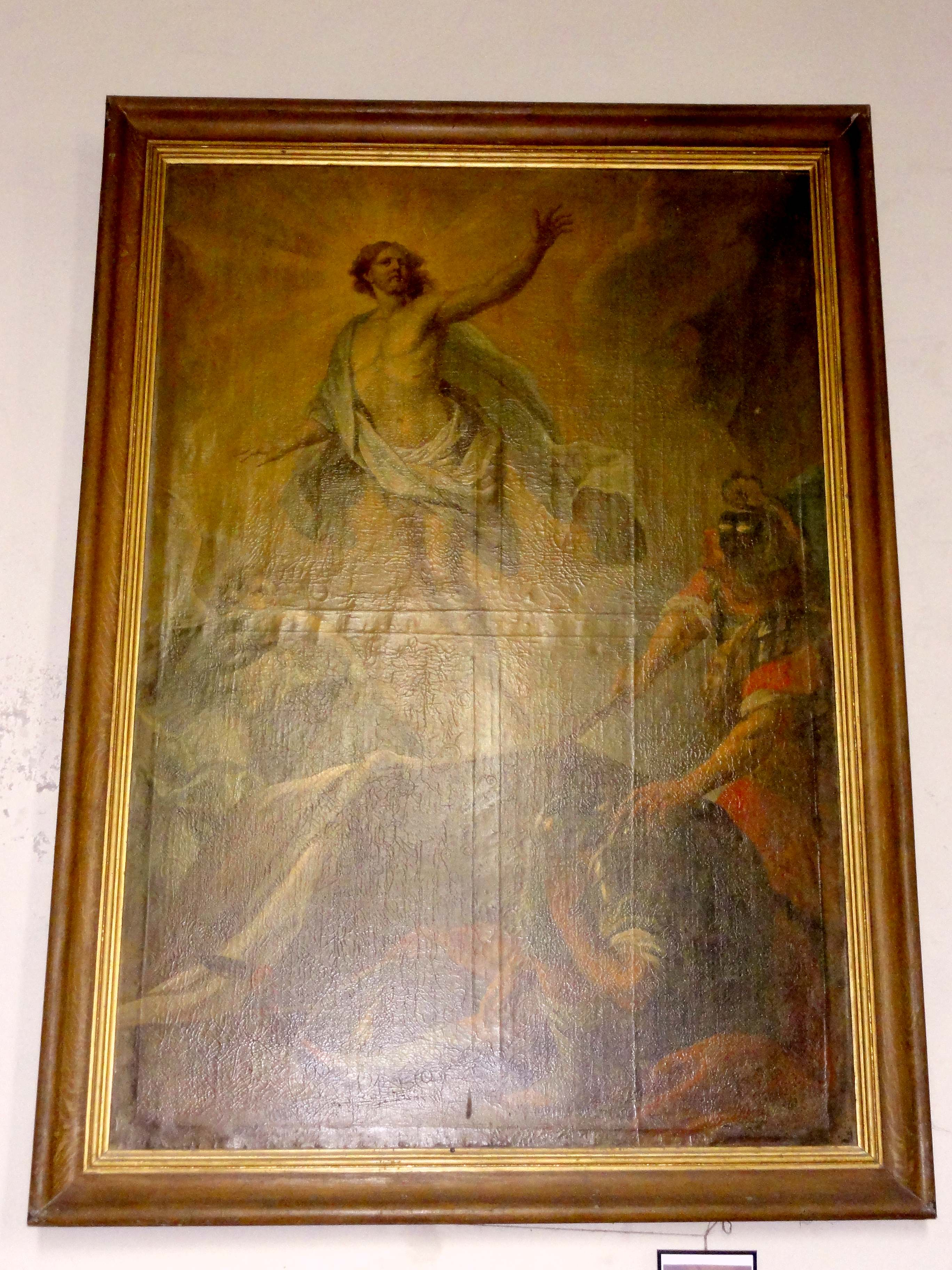
Résurrection du Christ.

### Peinture
Le tableau peint à l'huile sur toile et représentant la Résurrection du Christ est une œuvre anonyme. Avant la restauration de l'église, il entrait dans la composition du retable majeur, où il occupait l'emplacement central.
Pour redécorer l'église, la céramiste locale Janine Marca a réalisé en 2000 plusieurs tableaux en carreaux de faïence peints : un nouveau chemin de croix ; l'Annonciation de Marie et la Nativité du Christ, au-dessus de la porte de la sacristie ; et le grand Christ ressuscité comme tableau de retable derrière le maître-autel. Ce dernier motif a servi d'illustration de titre à la lettre pastorale « Vous êtes tous visages d'espérance » de Mgr Stanislas Lalanne, en octobre 2013.